# 土石流

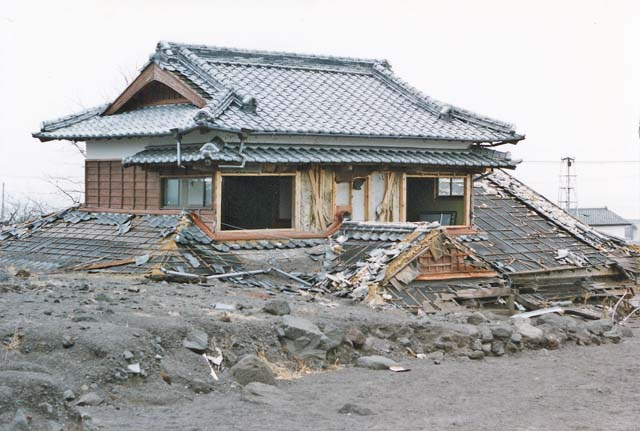
1991年の雲仙岳噴火による土石流に埋もれた長崎県深江町の民家

土石流（どせきりゅう、英語: debris flow）とは、土石が河川の水と混合して、河川・渓流などを流下する現象のこと。渓流沿いで発生する土砂災害の代表的なものである。山津波・鉄砲水・泥流ともいう。
山津波という別名は地すべりを指す意味で使われる場合もあり、土石流と地すべり(英：landslide）はしばしば混同される。どちらも大量の土砂が水の作用で動く現象であるが、土石流が渓流の地表水で動かされて生じる現象に対し、地すべりは地下水の作用で土砂が動かされるという点では異なる現象である。

## 概要
地質学で用いられる斜面変動の分類はD.J.ヴァーンズによる分類が基礎となっている。B.W.ピプキンとD.D.トレントによる斜面変動の分類では、移動速度の非常に速い流動(flow)のうち、岩石の流動を岩なだれ（rock avalanche）、粗粒土の流動を土石流(debris flow)、細粒土の流動を泥流(mud flow)に分類している。
「土石流」は1916年に諸戸北郎がドイツ語Murgangの訳語として創案したとみられる。1975年に「土石流」が一般語になる以前は、「山津波」が代表的な用語であり、この他、1960年から土砂害、1977年から土砂災害（山地災害）という用語も用いられるようになった。
日本の法令上は「土石流」について「山腹が崩壊して生じた土石等又は渓流の土石等が水と一体となって流下する自然現象」と定義されている。
文献にない土石流・泥流の痕跡を把握する方法として、地質層の上下関係の年代が逆転していないかを調査することで、発生したエリアと年代を特定することができる。

## 土石流発生の条件
山の土砂は渓流の水の作用で常に浸食及び運搬されているが、何らかの条件で渓流内の水量や土砂が増えた場合に大量の土砂、及び普段は動かないような巨大な石までも下流へと運搬されてしまう。増水の典型的な原因は大雨によるものである。土石流は多くの河川で起こりうるが、特に発生するリスクの高い条件には以下のようなものがある。

### 降雨量
土石流では一般に短時間の豪雨が危険とされる。

### 渓流の勾配、幅と既設構造物
土石流の運動性に水量と並んで最も関係するのが勾配であり、一般に20度以上の勾配がある区間は発生源となるリスクがあるといわれる。流下はこれより緩い勾配でも起こるが、勾配が8度を下回ると堆積が始まり、3度以下で水と土石が分離して停止する。ただし、実際に流下する際には、渓流幅の変化や流体中の石レキ成分比、含水率によって変化する。
また、砂防ダム等の砂防を目的とする構造物が入っている渓流は、土石流の規模に違いはあれど既に被災したことのある渓流である。砂防ダムが入っているから土石流が発生しないというわけではなく、再度土石流が発生する可能性は十分ある。

### 周囲の土質
土石流と並ぶ土砂災害である地すべりは地質の影響を大きく受け、地中に粘土化した水を通さない層と豊富な地下水のある場所で多く発生する。これに対し土石流は豊富な水量と十分な勾配があればどんな土質であっても発生する恐れはある災害であるが、土石流を起こしやすい土壌はいくつか知られる。特に花崗岩が風化した真砂土、火山灰そのもの、火山灰がもととなる各種の土壌（シラスなど）が高リスクの土壌として知られる。これらが厚く堆積している地域（たとえば広島県南部や長野県木曽地域、九州南部など）などは土石流災害が非常に多い。

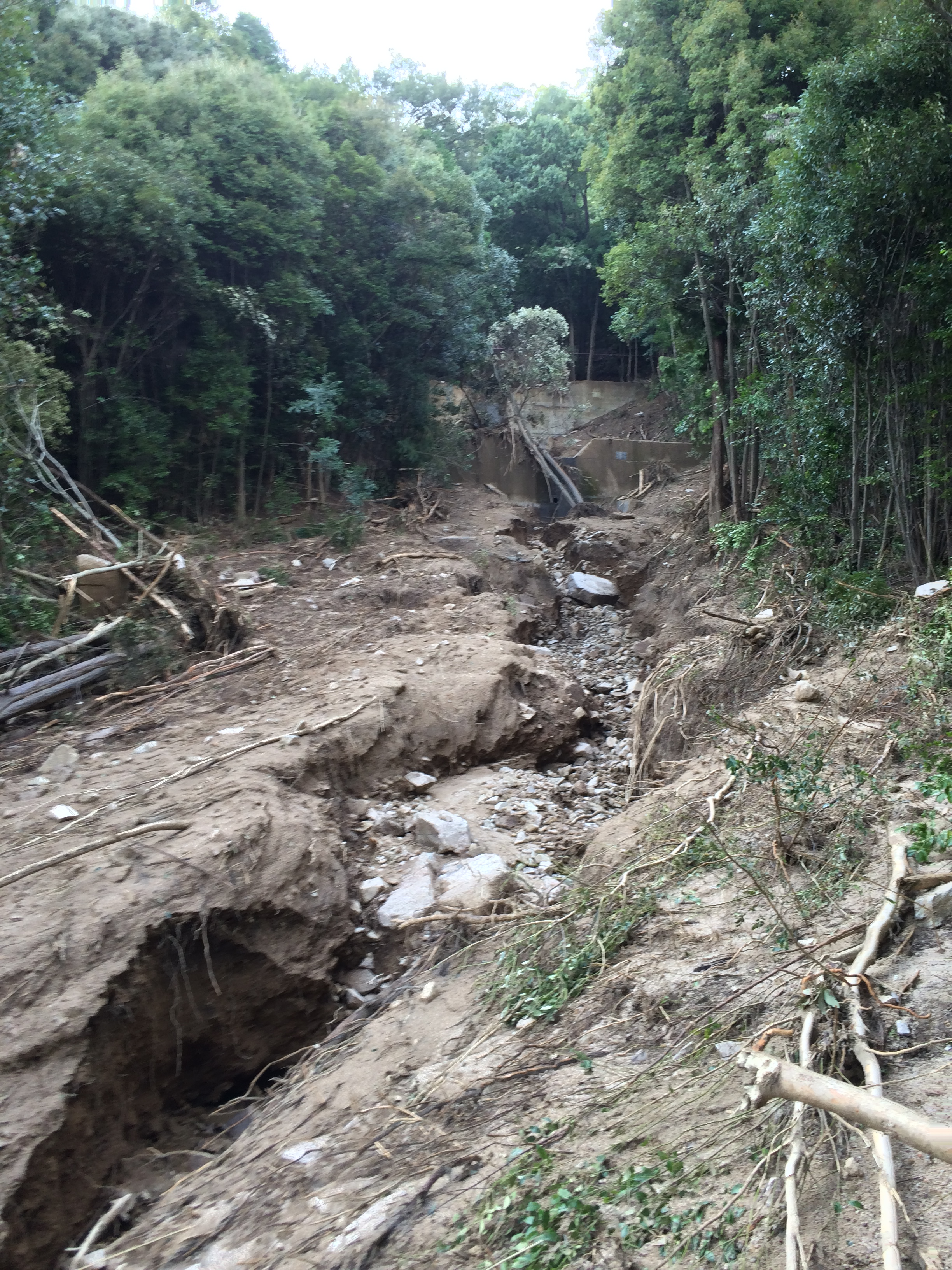
土石流が流下した沢。巨岩が露出しているのが分かる（2014年広島市）
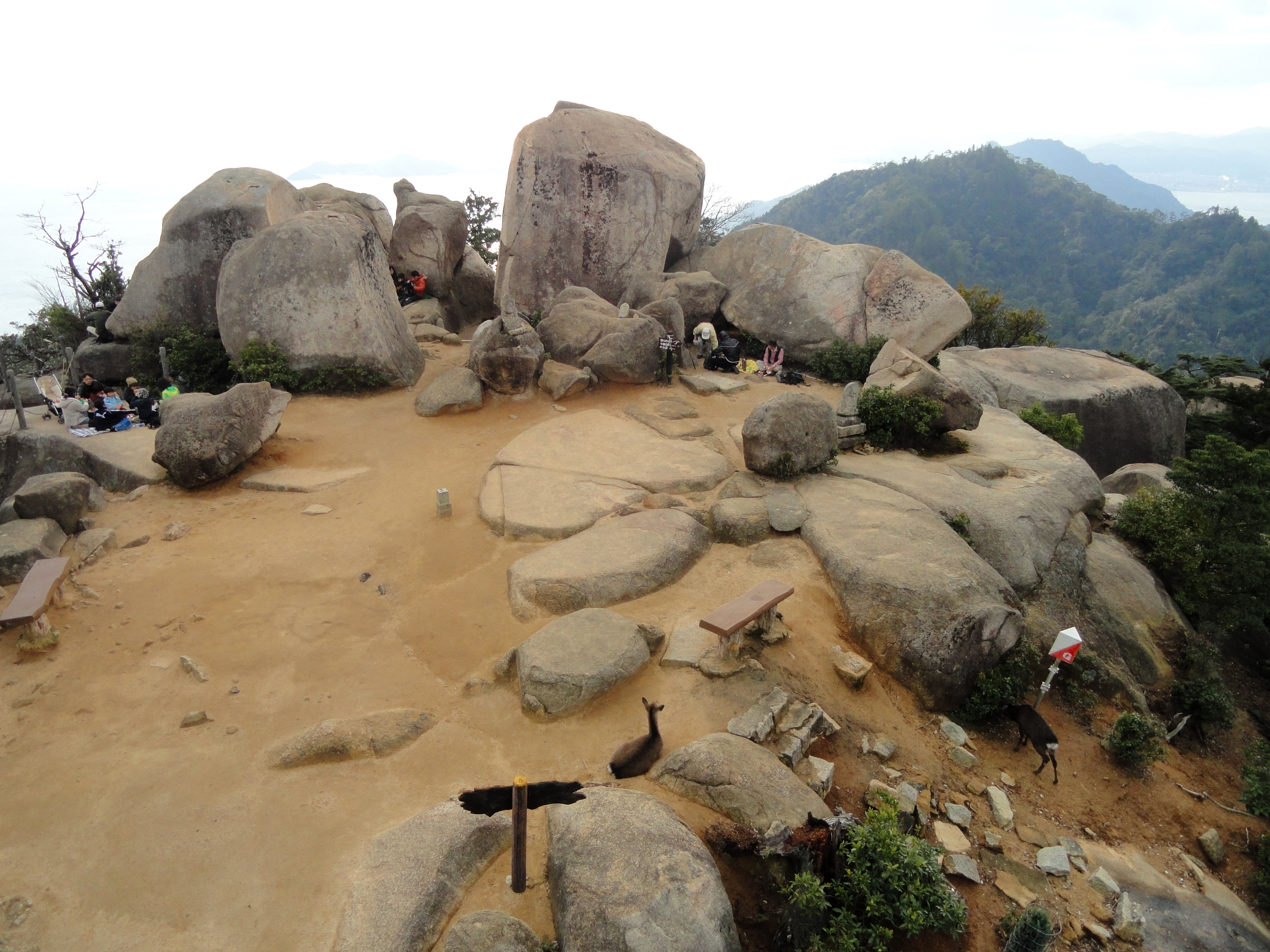
花崗岩の巨岩及び周辺の茶色い真砂土（広島県）
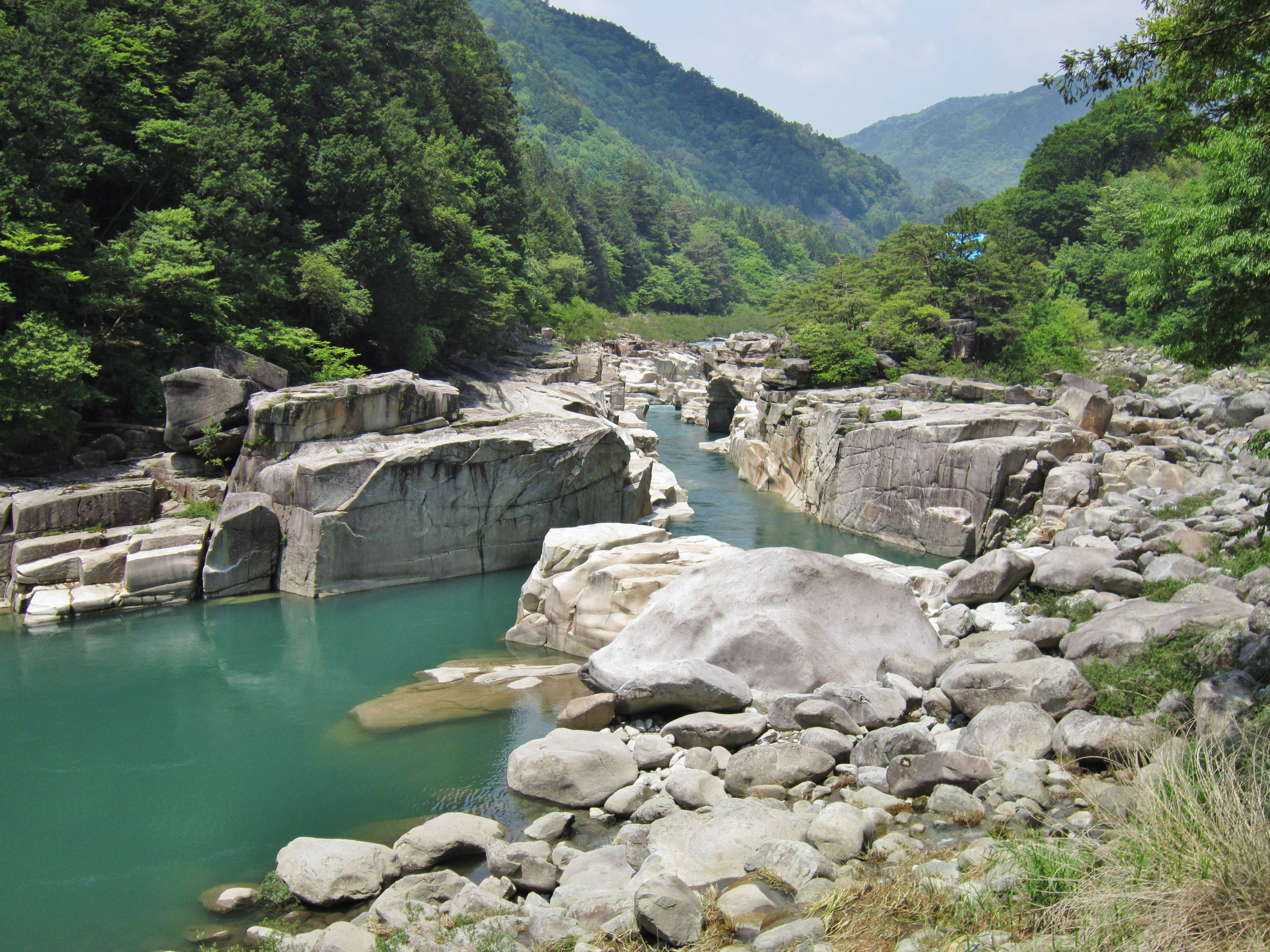
花崗岩の奇岩である長野県木曽谷の寝覚の床
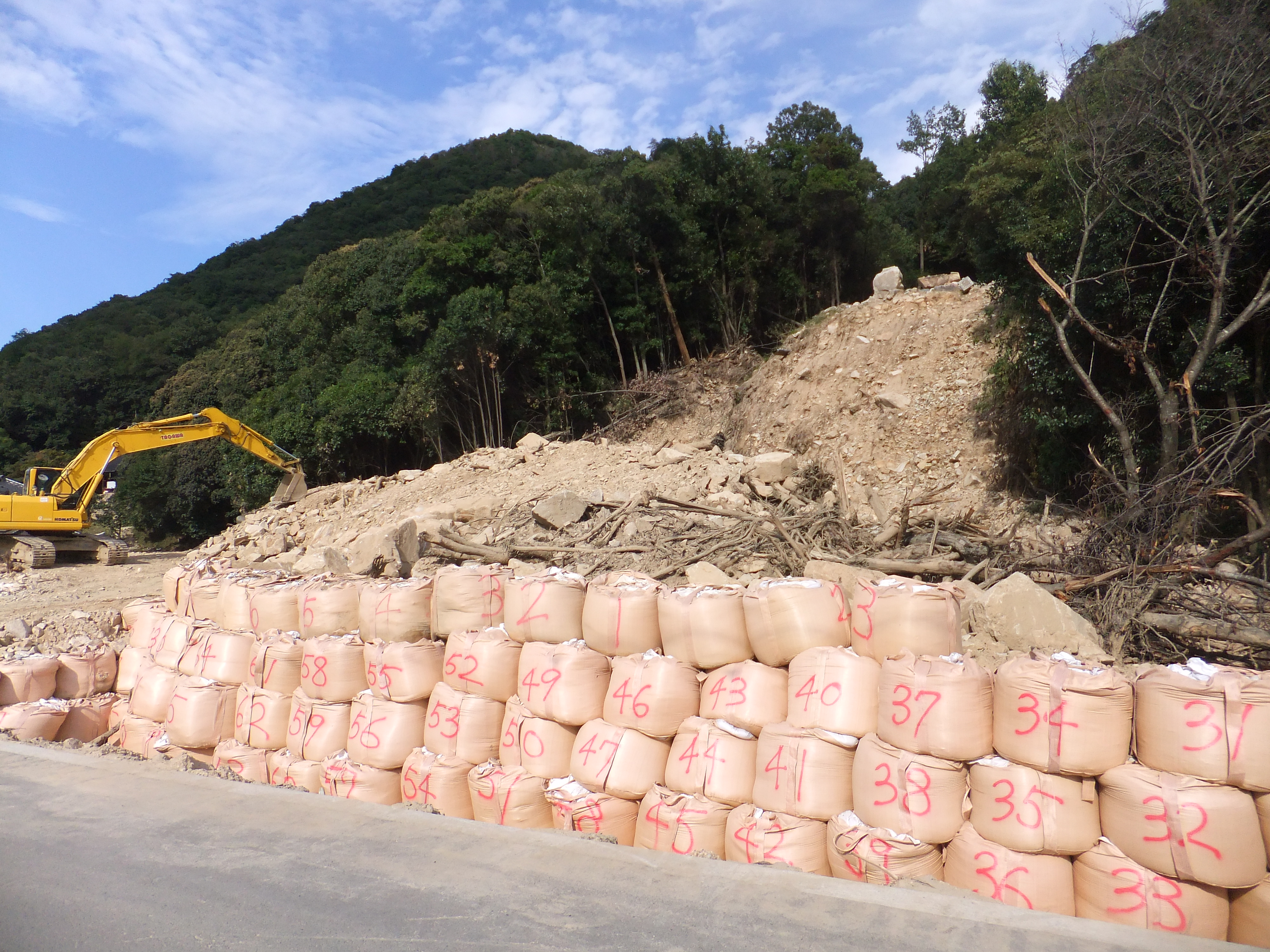
豪雨による真砂土の流出（2014年広島県）

### 地震・噴火
地震による地すべりの発生し天然ダムの形成から決壊、また人工的なダムやため池の堤体の破壊などで大量の土砂と水が一緒になると土石流となり流下することがある。また、火山の噴火による熱で雪氷が融雪された場合も大量の水と大量の火山灰が混じりあい土石流となることがある。

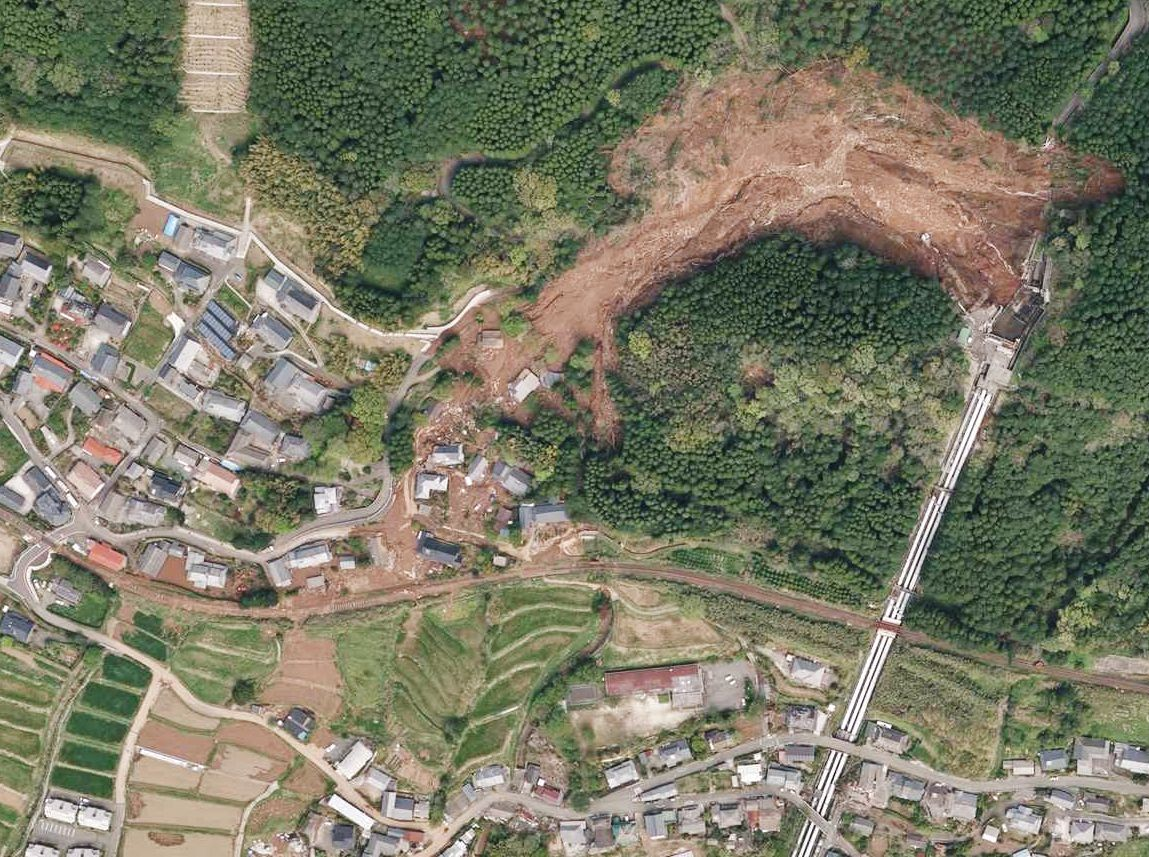
熊本地震で発生した土石流被害

## 土石流が作る地形
土石流は山間部の河川が土石を運ぶ現象の一種であるため、谷から出たところで堆積し扇状地のような地形を作る。土石流が作る扇状地は沖積錐（土石流扇状地ともいう）と呼ばれ、普通の扇状地と比べて扇の半径が狭く、傾斜が急であり、扇はあまり左右に広がらないなどの特徴がある。特に普段は流水の少ない渓流に土石流が発生し大量の土石を運搬し堆積させた場合はこれらの特徴が出やすいと考えられている。ただし、火山灰を主体とする土石流（火山泥流）は大型から非常に大型の扇状地を作ると言われ、狭義の土石流と火山泥流を分ける一因ともなっている。
渓流の幅について、平常時の渓流の水量に対して河原が不自然に広い場合は、過去に大規模な土石流が通過し河岸の浸食や土石の堆積が起こった場合がある。

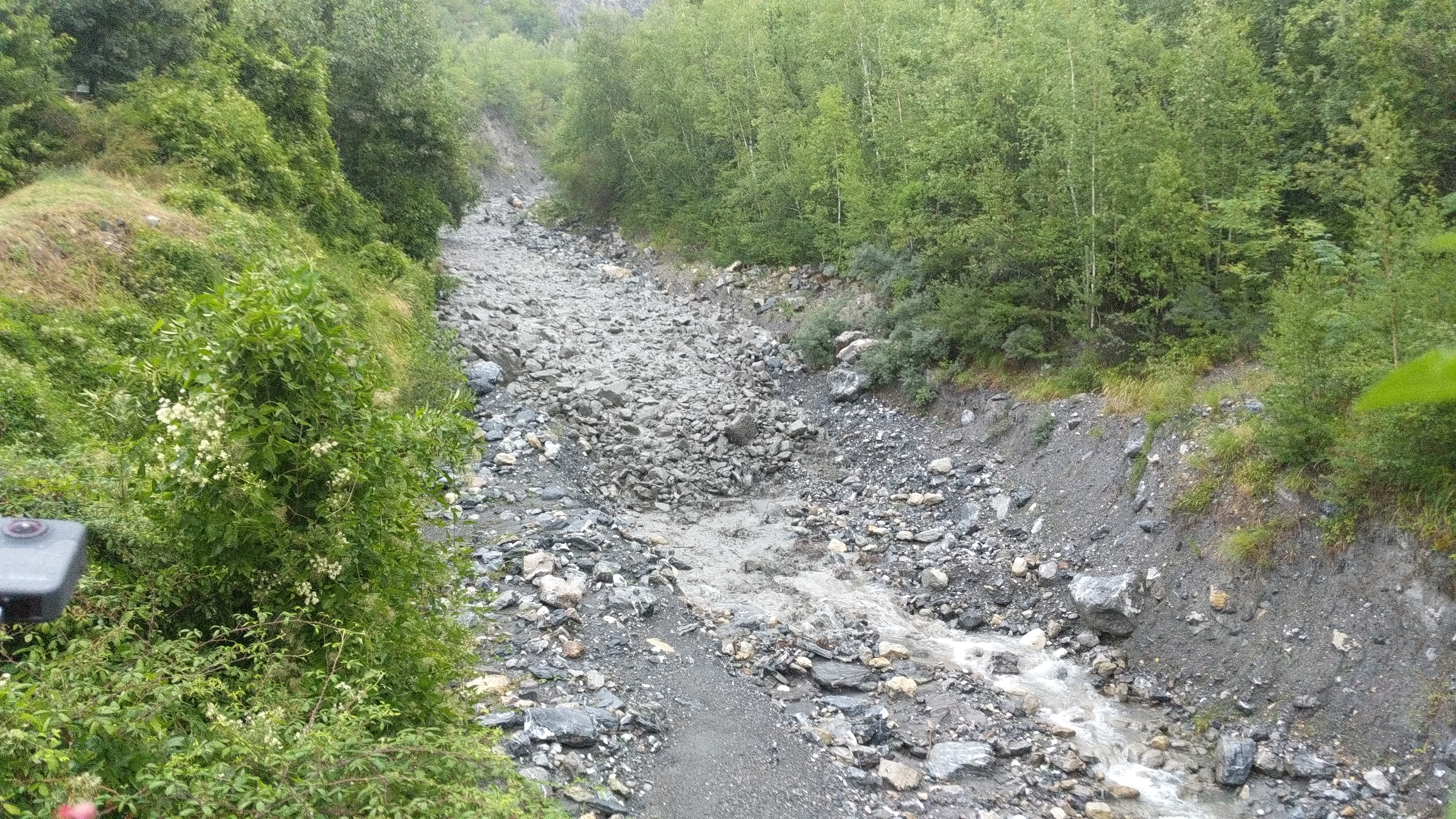
大量の土石を運搬する土石流（画面奥から手前に向かって流下）
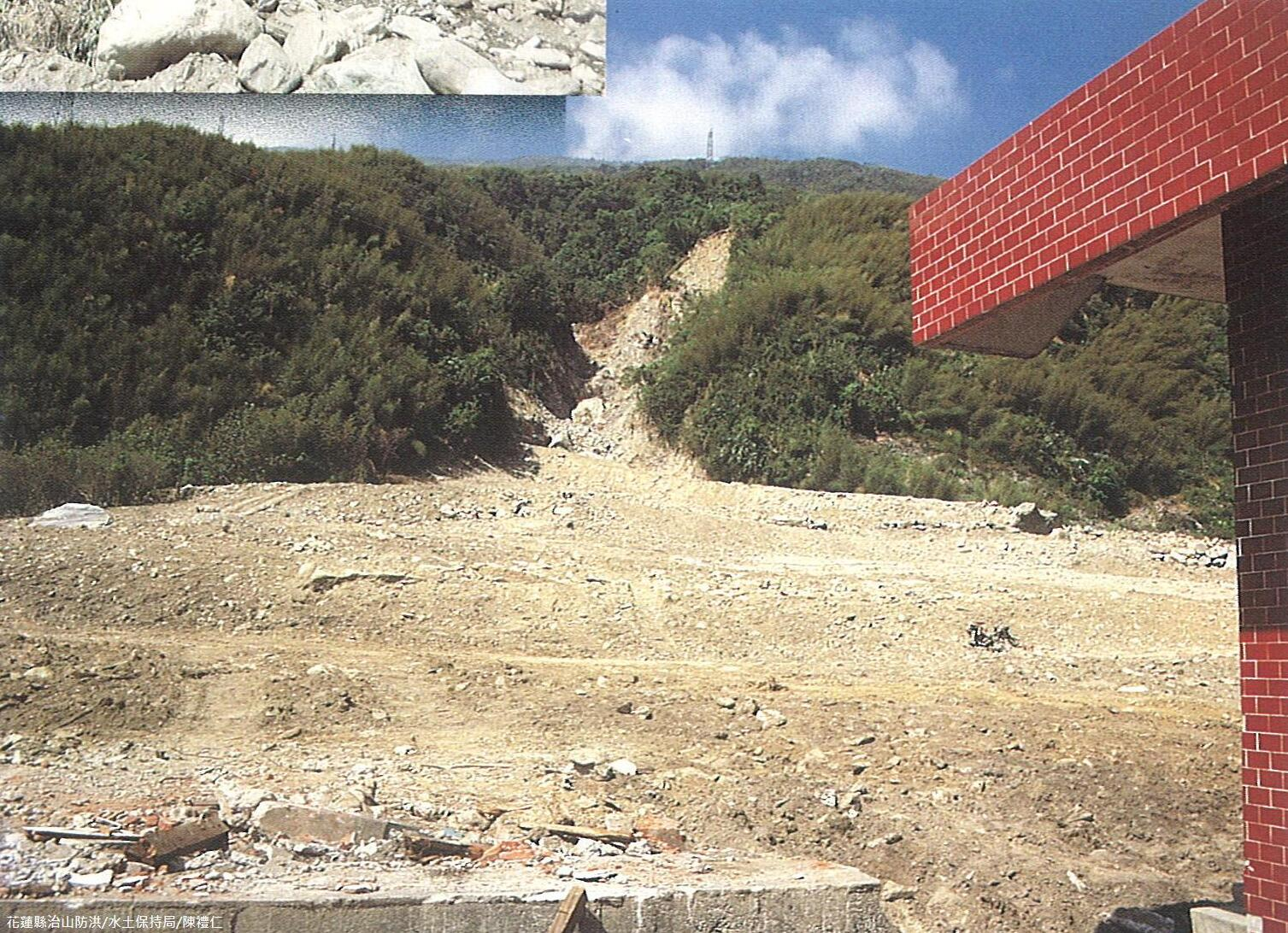
扇状地を作り堆積した土石流（台湾）

## 被害
土石流の水は大量の土砂を含むことから、普通の水よりも密度が高く破壊力も大きい。洪水の水も一般に土砂が混合した濁流であるが、土石流といった場合はさらに土石の比率が高い。
人的・物的被害の多くは土石流が流下段階から堆積段階へと変化する扇状地付近で発生する。これは土石流が流下する谷よりも扇状地に住んでいる人が多いためである。扇状地の下流末端付近は湧水が出ることが多いことから古くからの集落が存在する場合がもあるが、谷の出口側となる扇状地の上流部（扇頂）から中流部（扇央）は礫質の堆積物に水が浸透してしまうことから、水の便が悪くかつては住宅地としては認識されていなかった。高度経済成長以降の都市部への人口集中、水道や浄水設備の発達によってこれらの扇頂・扇央部が新興住宅地として開発されるようになった。これらの扇状地上に作られた新興住宅地に移り住んだ人の中にはかつて起こった地域の災害の歴史を知らない人や、扇状地には一般に土石流のリスクがあるということを知らない人もいるなど防災意識の低さが指摘される事例もある。土石流の堆積は前述のように綺麗な扇形を描かないとされているが、住宅や道路が整備されている扇状地ではさらに形が変化する。

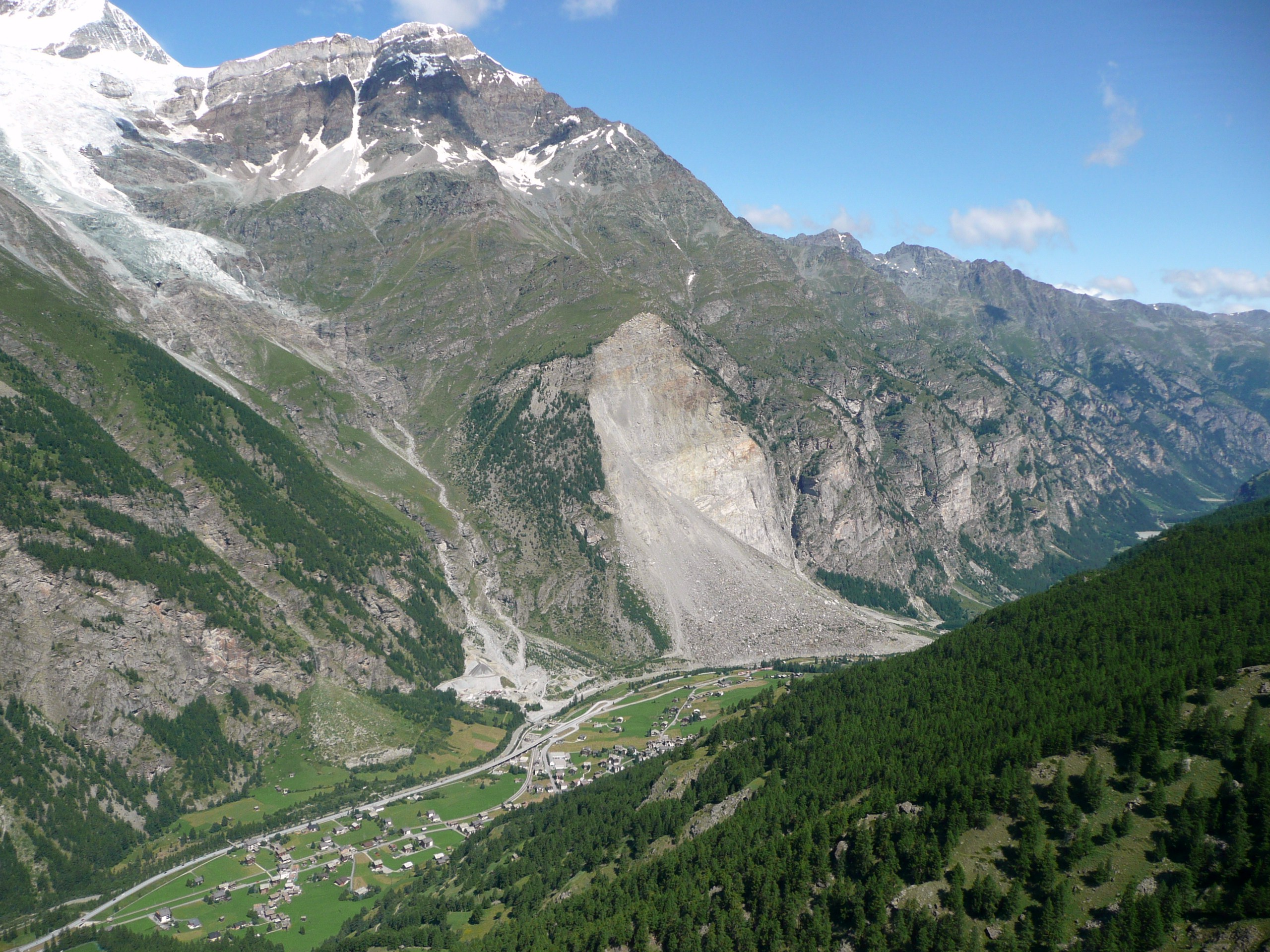
谷沿いの斜面で発生した斜面崩壊（スイス）
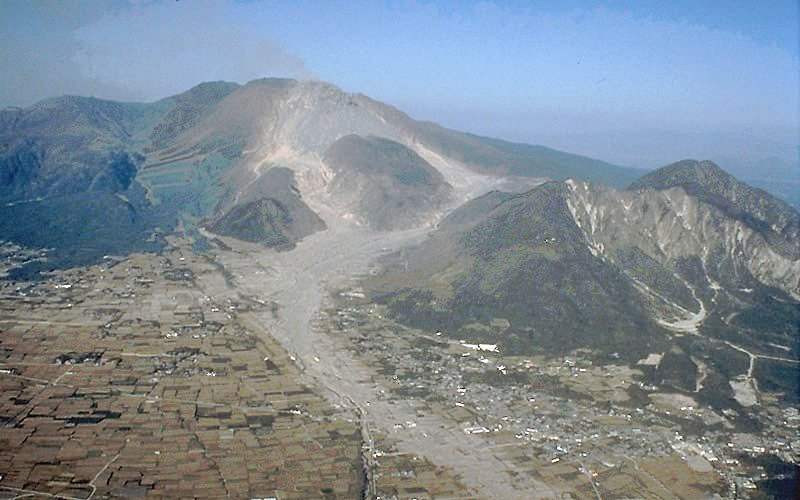
堆積した火山灰等が雨で流され土石流になる。火山泥流ともいう（長崎県雲仙岳）
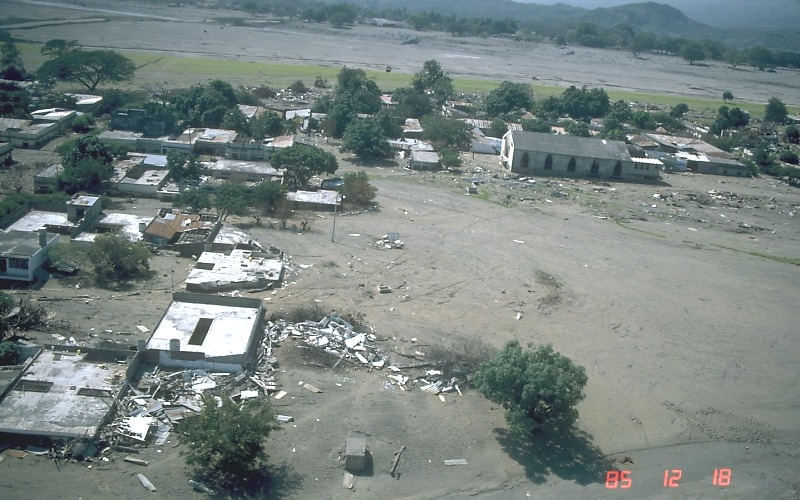
火山が原因の土石流で壊滅したコロンビアのアルメロ市
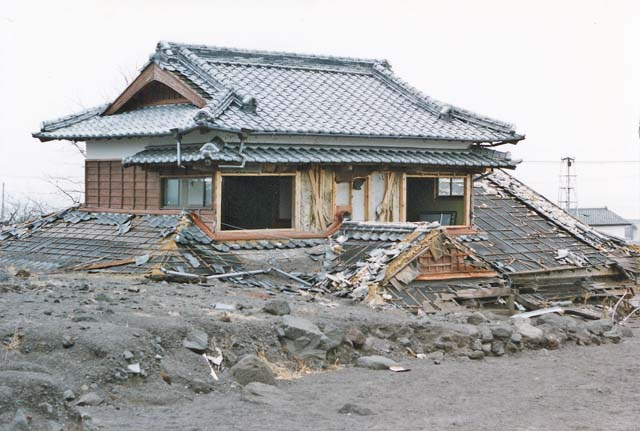
火山が原因の土石流で埋没した家屋（長崎県）
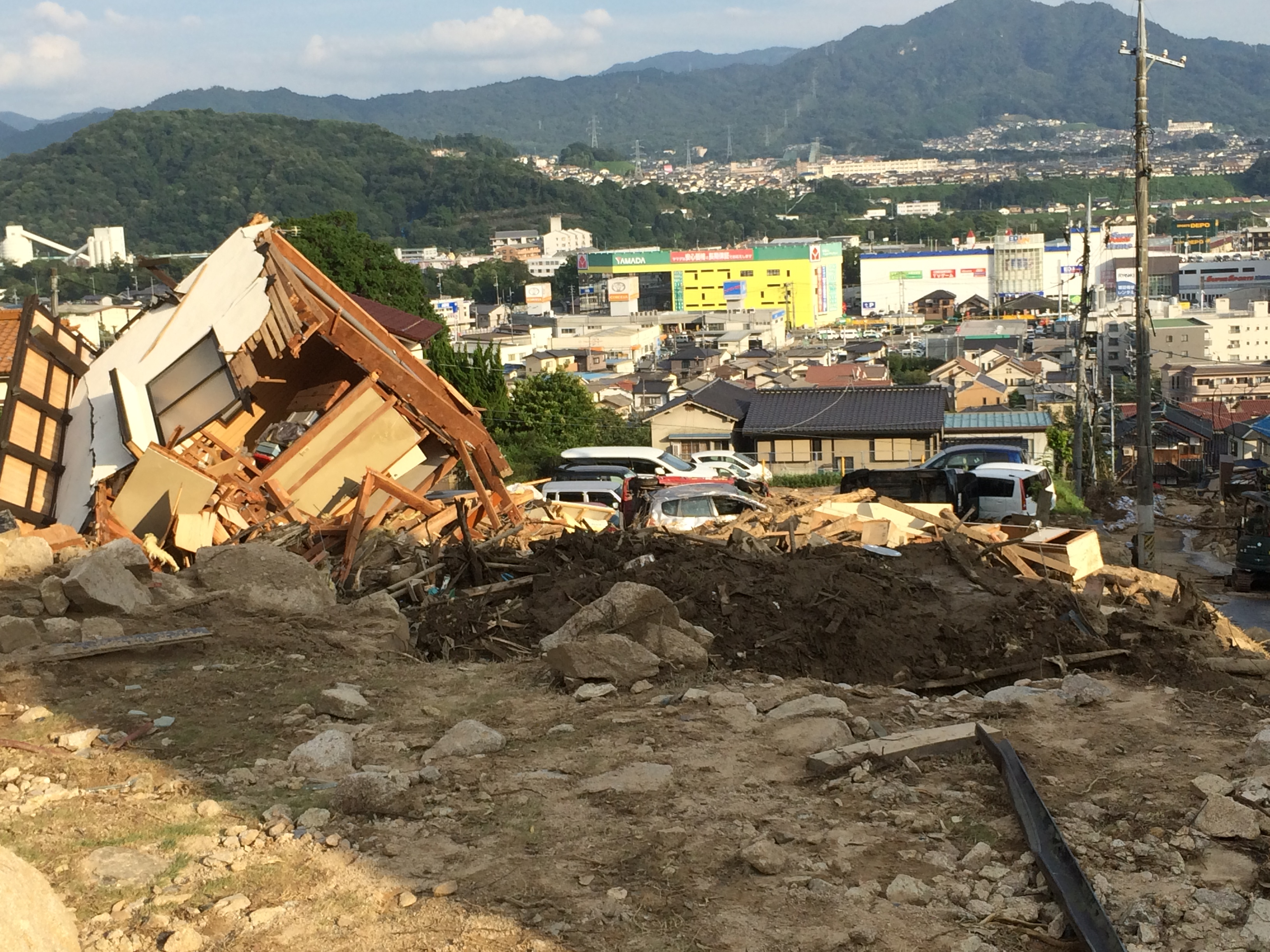
土石流の直撃により大破した家屋（広島市）
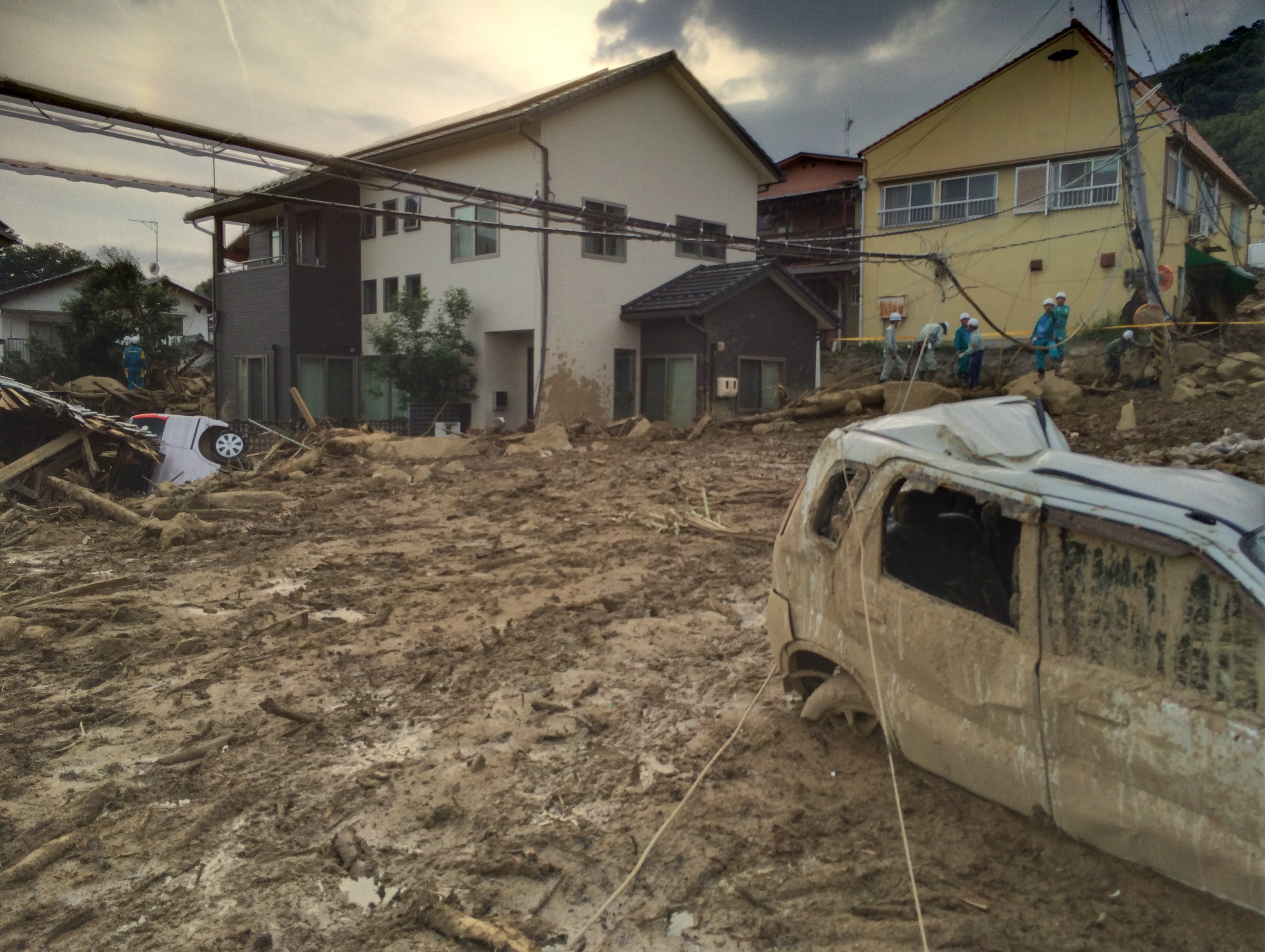
破壊され土砂に埋まった車（広島市）
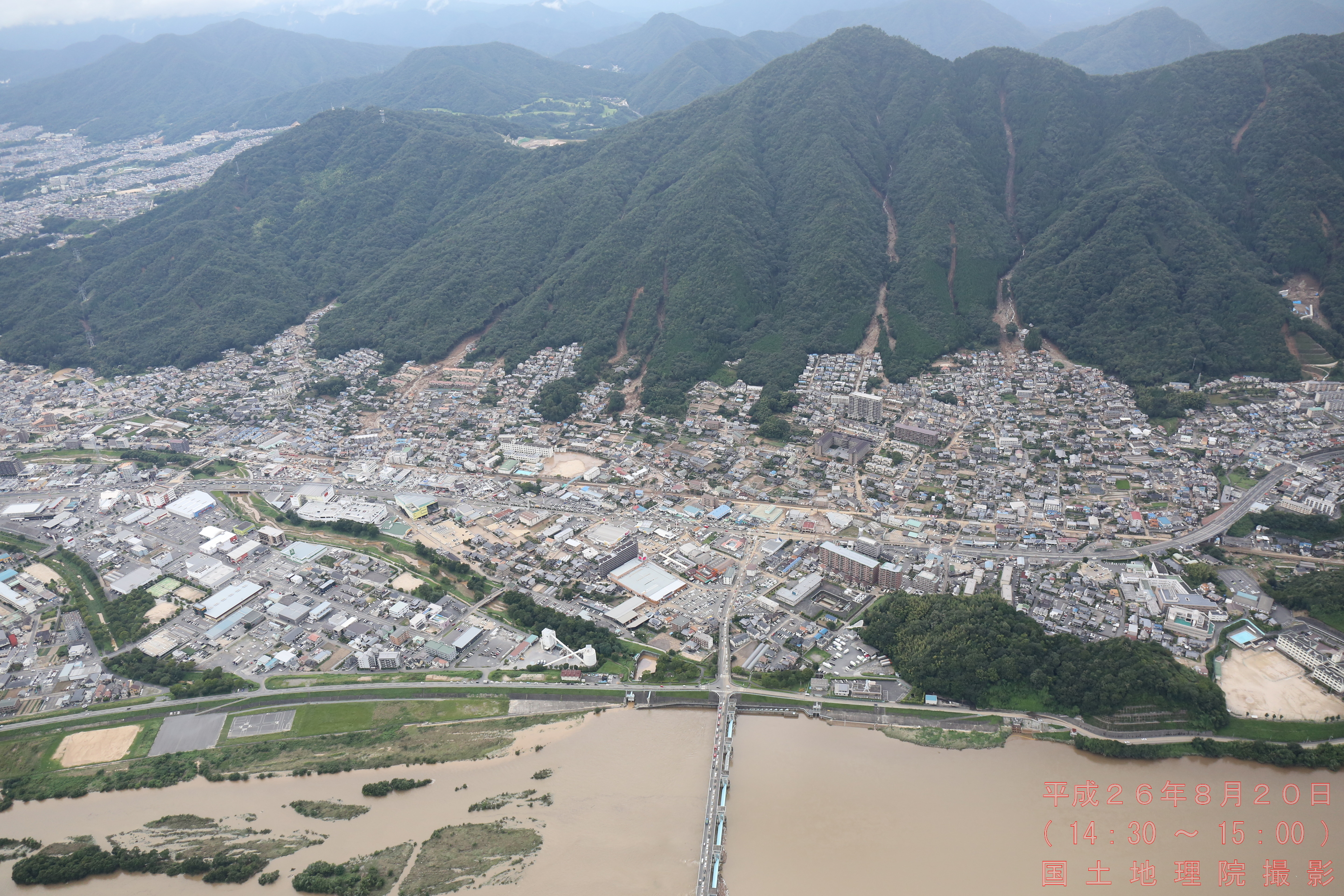
複数の渓流で土石流が発生した様子（2014年広島市）
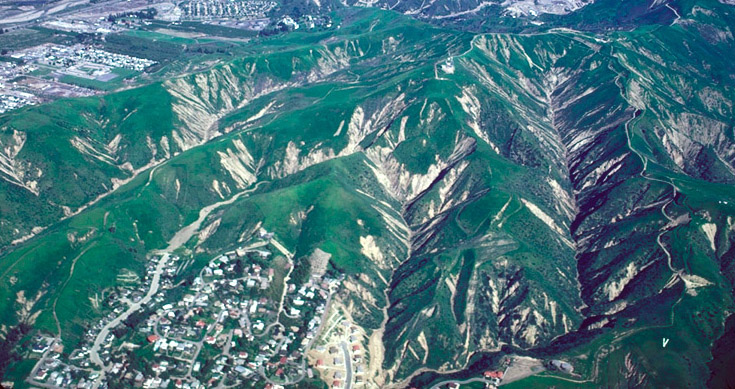
広い範囲での斜面崩壊と一部渓流で土石流が発生した様子（1983年アメリカ・ロサンゼルス)
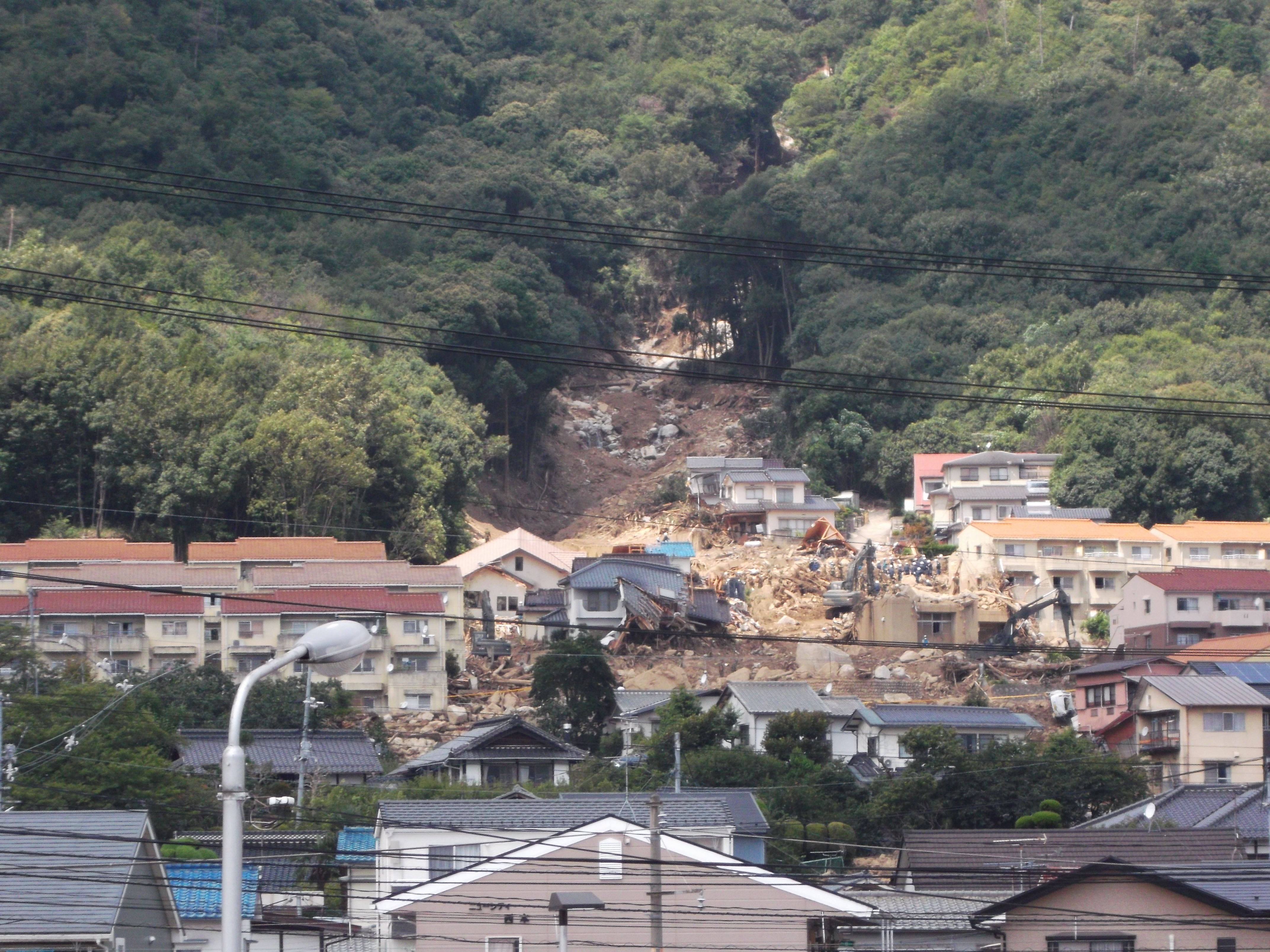
土石流が発生した渓流（2014年広島市）
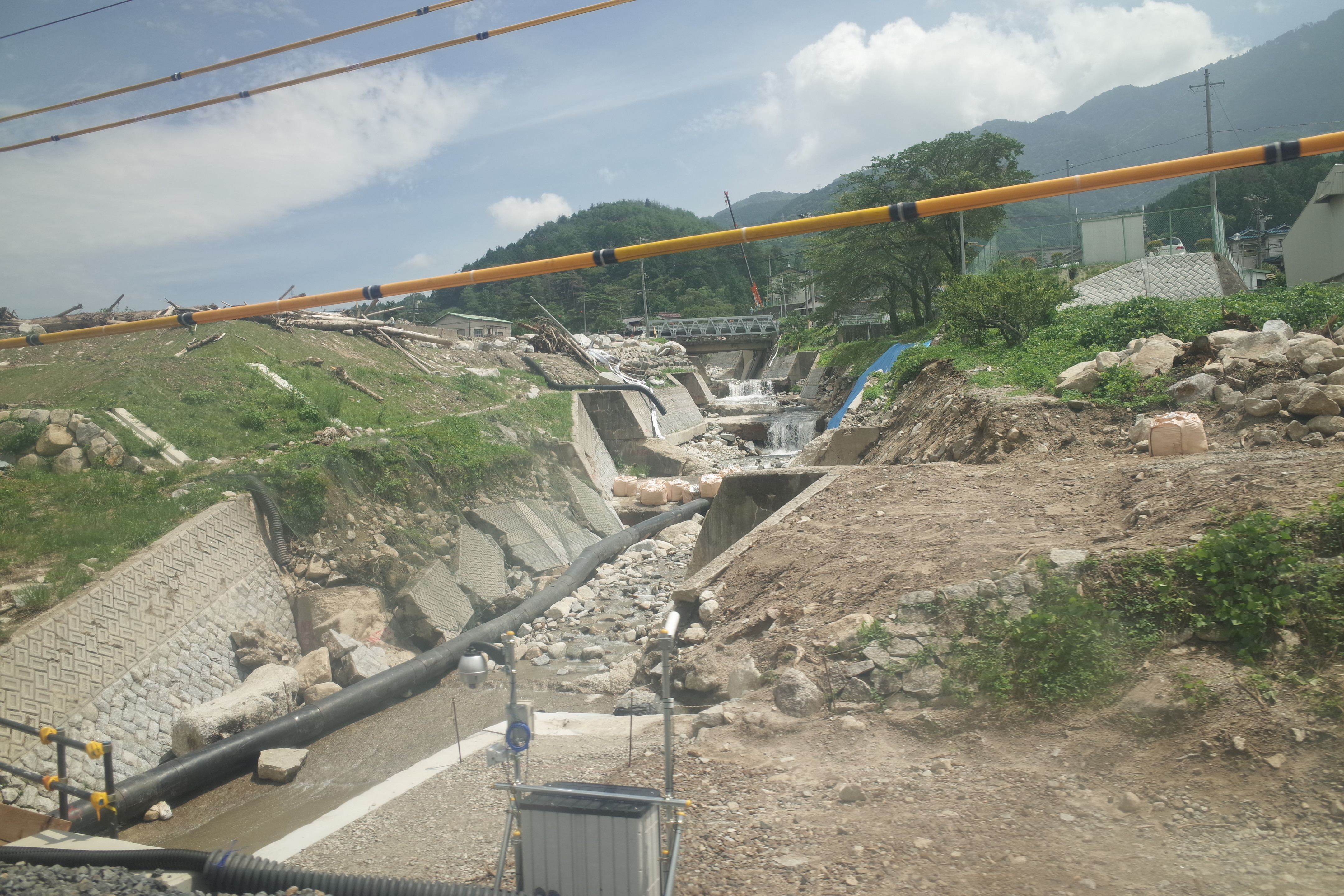
土石流が通過した渓流（長野県南木曾町）
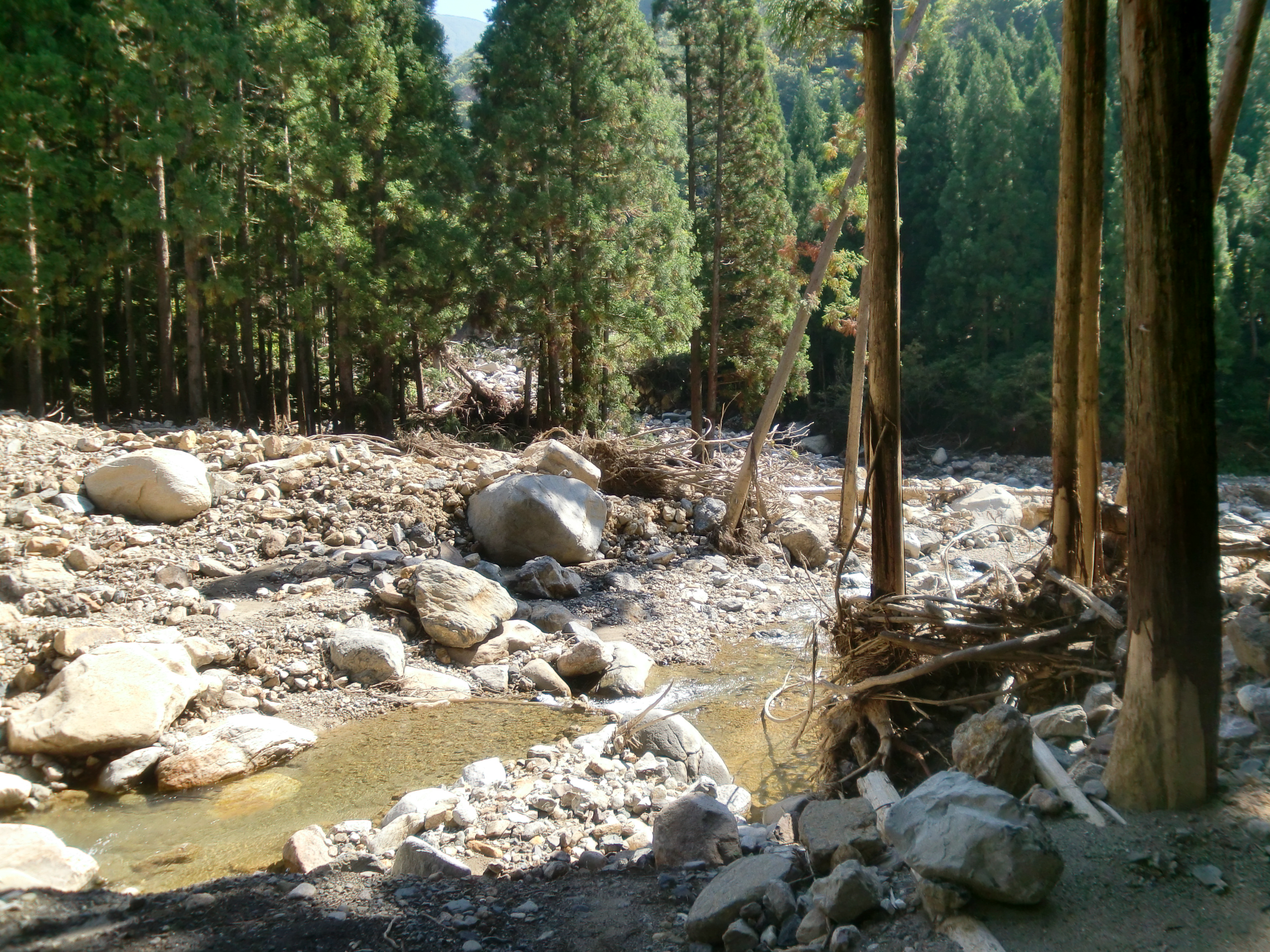
土石流で荒廃した渓流（新潟県南魚沼市の姥沢川）

## 対策
土石流に対する対策は渓流に砂防ダムの建設などのハード面によるものと、法律や条例による開発制限などのソフト面によるものに分けられる。

### ハード面

#### 砂防ダム（治山ダム）
土石流は渓流沿いに発生することから、土石流が流下する渓流に土砂を受け止めるダム（英語：check dam）を建設する方法が最もよく採用される。ダムは土石を直接受け止めるほかにもダム上流の勾配を緩くすることで、土石流の流下速度軽減や堆積を促して威力を軽減する。また、河床や両岸の浸食の軽減の効果もある。
日本においては砂防法に基づき国土交通省が管轄し、各地の地方整備局や都道府県の土木系の部署が建設するものを「砂防堰堤」、森林法に基づき林野庁が管轄し、各地の森林管理署や都道府県の林業系の部署が建設するものと「治山ダム」などとして分けるが、構造物の形はほぼ同じである（以下、特に区別する必要がない場合は砂防ダムもしくはダムに統一する）。ダムの規模は砂防ダムの方が大きいことが多いが、火山地帯や河川の大きな支流に設けられる治山ダムにも非常に大きなものがある。事業は一般に民有地は都道府県、国有地は国が行う。ただし事業規模が大きいものや難工事が予想される民有地の件では国が直轄代行事業で行うことがあり、逆に民家等がなく僅かな資産を守るために行う事業では国有地内の事業を都道府県が行うこともある。
砂防ダムは一般にTシャツのような形をしており、中央に一段低くなった「水通し（放水路ともいう）」（Tシャツでいう首を通す部分）、水通しの左右に袖と呼ばれる高くなったパーツを持つ（Tシャツでも袖の部分）。袖は水通しに土石流を集める働きがあり、両岸を削られてダムが決壊することを防止する。
ダムの各種数値には設計根拠がある。たとえば、堤高は渓流内に堆積する土砂の量を受け止めきれるかどうか、また土石で満杯になったときに上流側の渓流勾配を十分緩和できるかどうかで決められる。提体の厚みは渓流内に堆積する転石の大きさや土質を根拠に決定され、転石の大きさが大きいほど提体を丈夫にするために厚くする。提体の断面は一般に台形であるが、安定計算の許す限り急傾斜に作ることで土石の流下による提体の損傷を低減するような形状になっており、一般にみるような貯水用のダムとは見た目も異なっている。水通しの断面積は想定される最大の洪水量を通過させることができるように設定され、想定以上の洪水が起こった場合にも極力流水を両岸に当てないように袖部に傾斜を設けることもある。

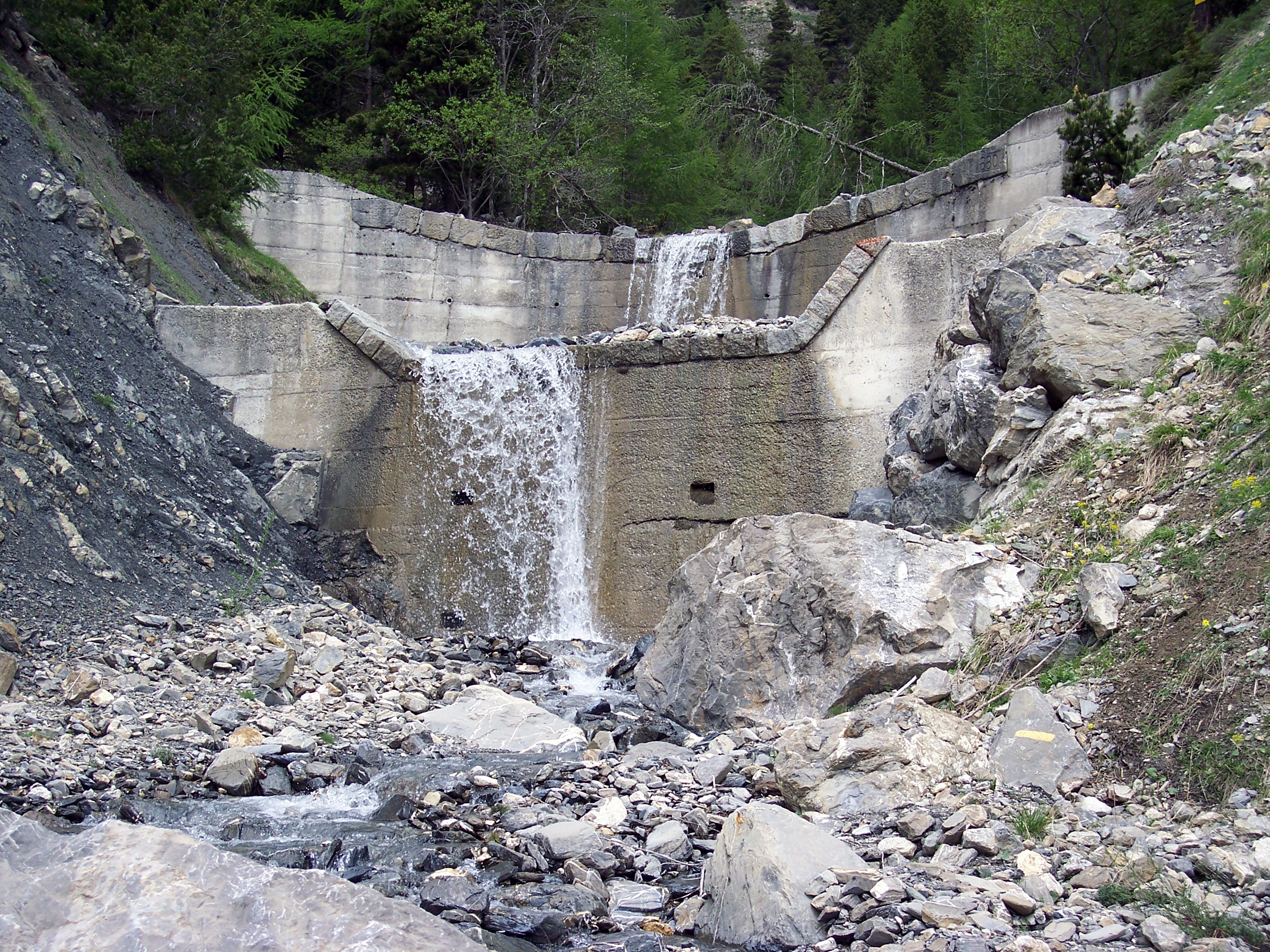
コンクリート製の砂防ダム（フランス）
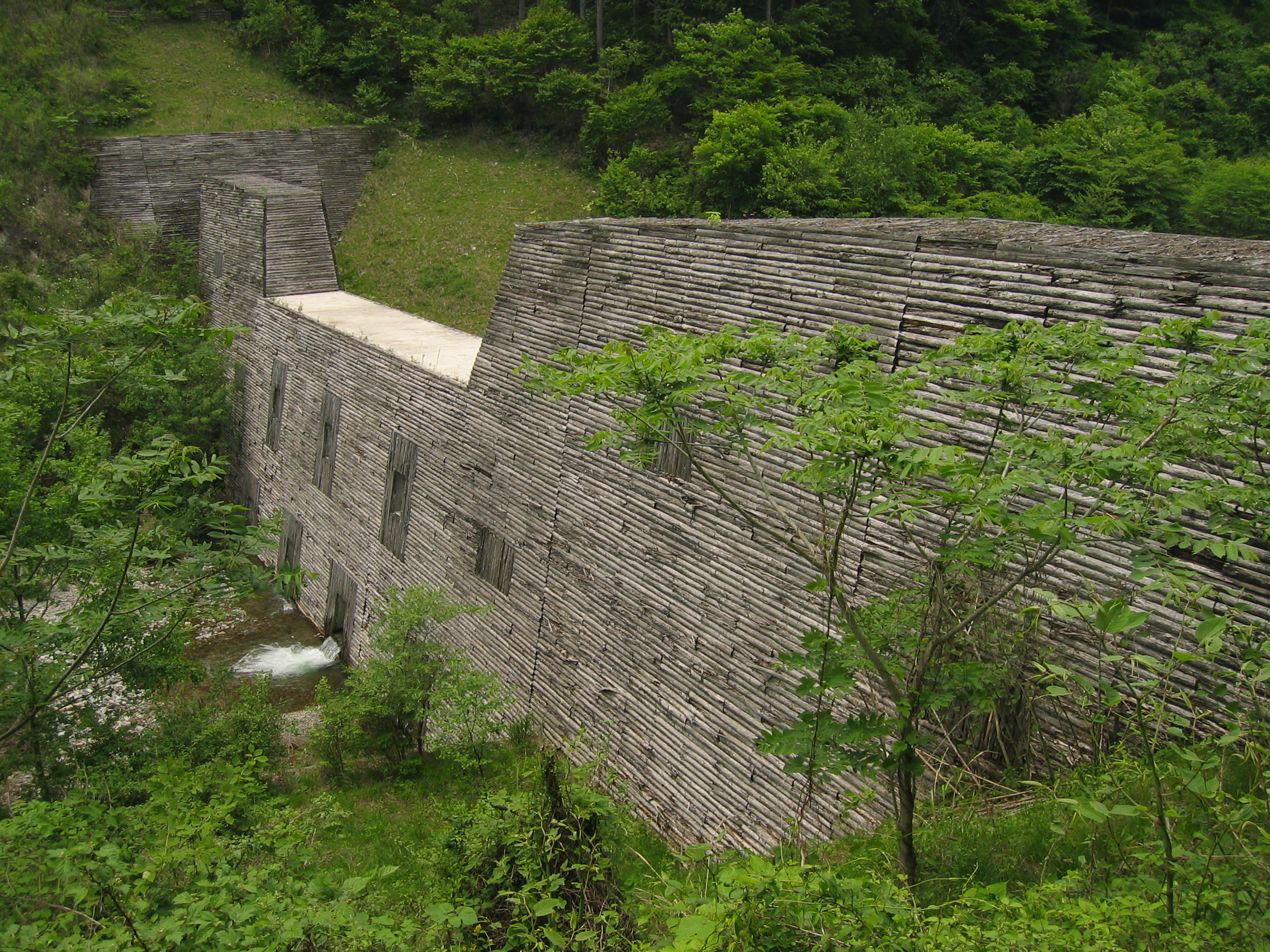
貯砂量に余裕があり堤体下部の水抜き穴から排水する砂防ダム
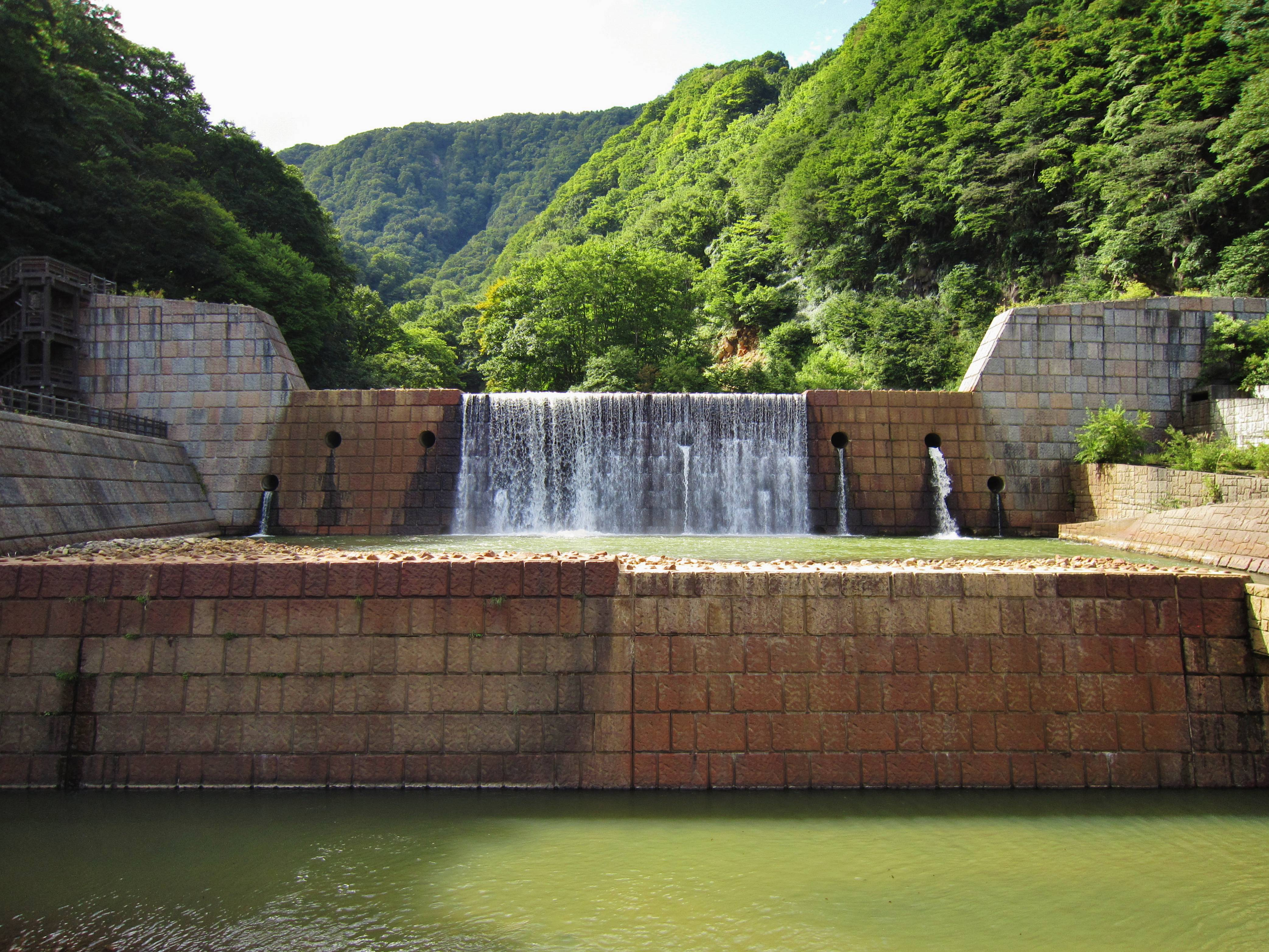
満砂になり水通しから排水する砂防ダム
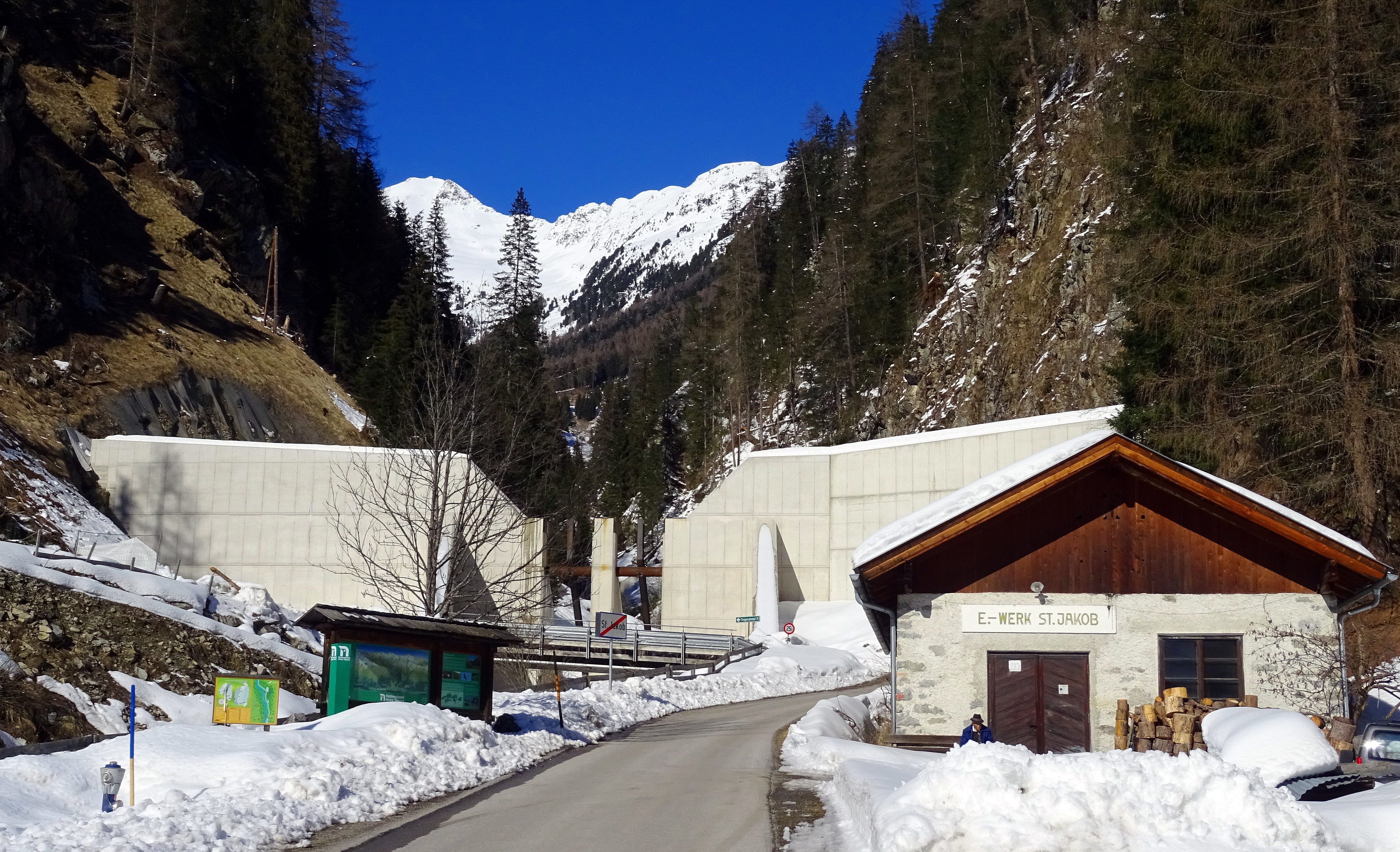
一般に天端部分に傾斜がついており提体中央部に水を集めるようになっている
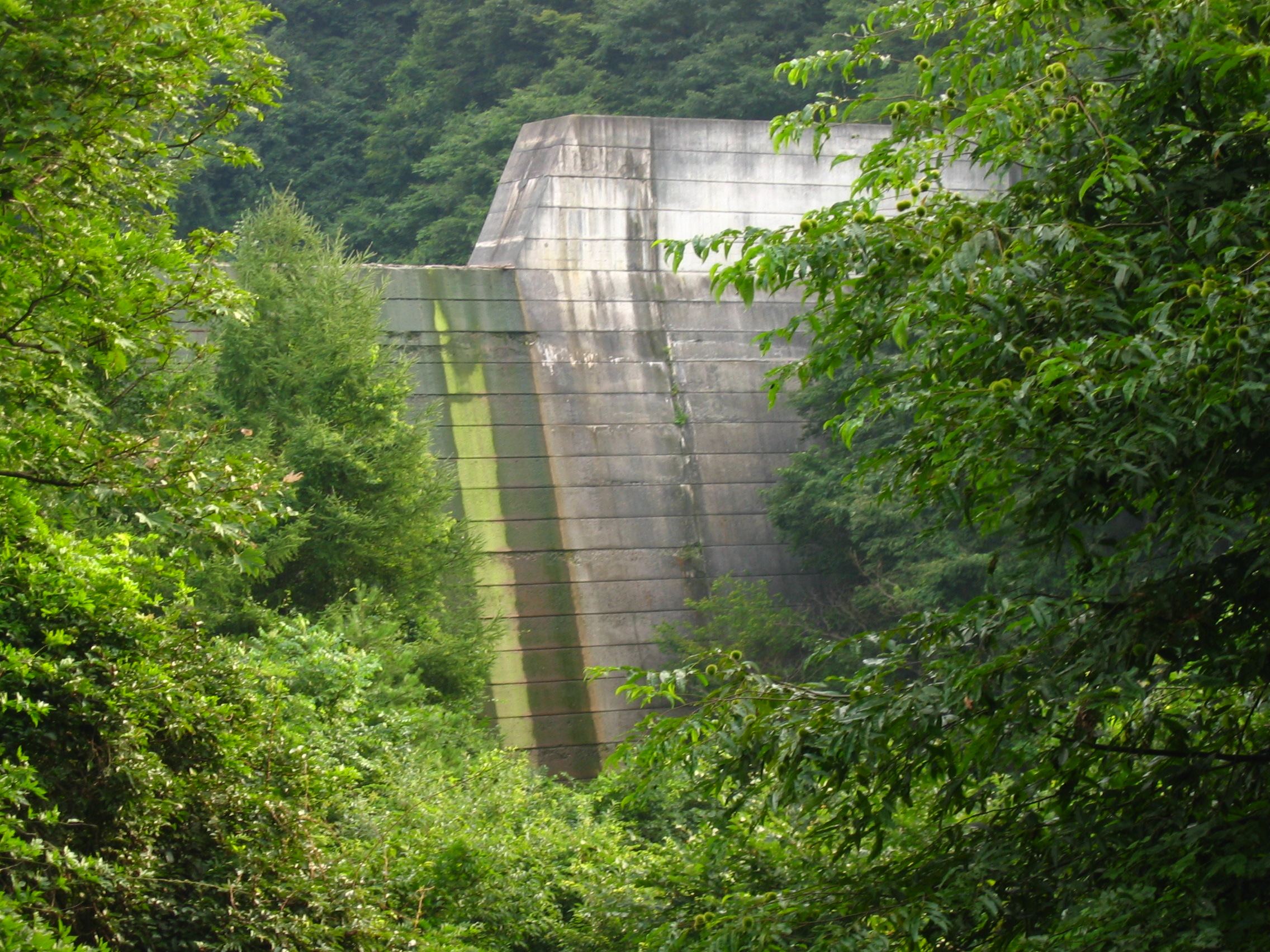
水通しから流下する土石で提体が摩耗・損傷しにくいよう急傾斜で作られる

砂防ダムは一般に重力式ダムであり、自重により自立しているが一部にアーチ式のものもある。材質は一般にコスト面、施工性、耐久性などからコンクリート製が多い。ただし、コンクリートダムは重量の重さ、変形に対する弱さ、貯水性の高さ等が軟弱地盤や地すべりを起こしやすい斜面を持つ場所において不利になる場合がある。このような場所では鋼材で作った枠の中に石を詰め込んだ鋼製枠の砂防ダムも作られる。土石だけでなく流木に対策の重点を置いたダムもある。古くは中央部を金属製で鎧戸状のバットレスダムタイプにしたもので、土石の直撃には弱いが流木をせき止めることを期待して建設される。また、既存のコンクリートダムに鋼材などを付けることで土石だけでなく流木対策を施したものもしられる。土石と流木対策に加えて普段の土砂の流下や水生生物の移動を妨げないスリットダム（透過型堰堤などとも呼ばれる）もある。鋼材や木材を用いた比較的低コストでできるものから、コンクリートで巨大な柱を作り上げる大規模なものもある。ダムに魚道を付けることや農業用水、飲料水採取用にパイプ等を付けることが行われることがある。

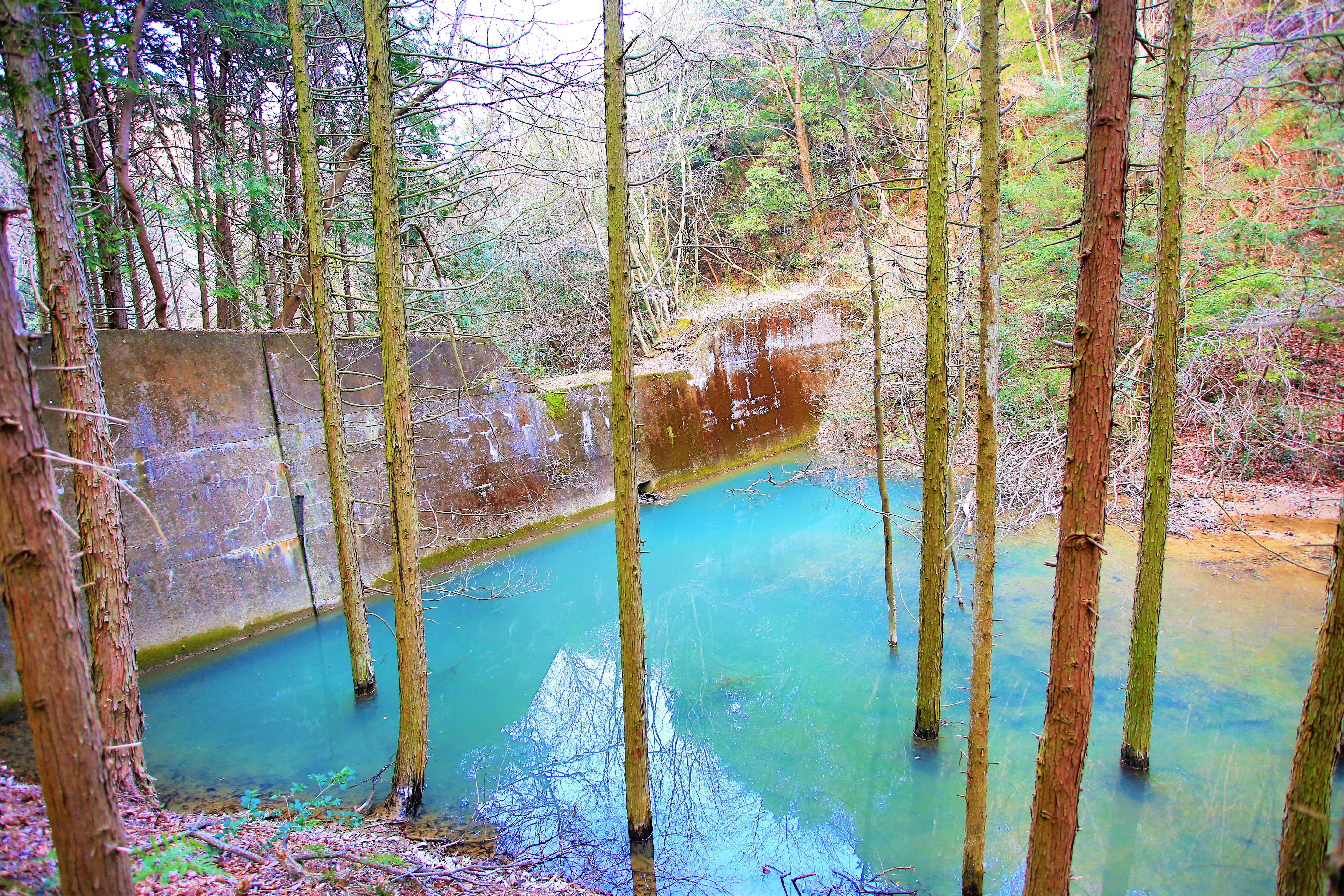
コンクリート製の不透過ダムは貯水性が高い
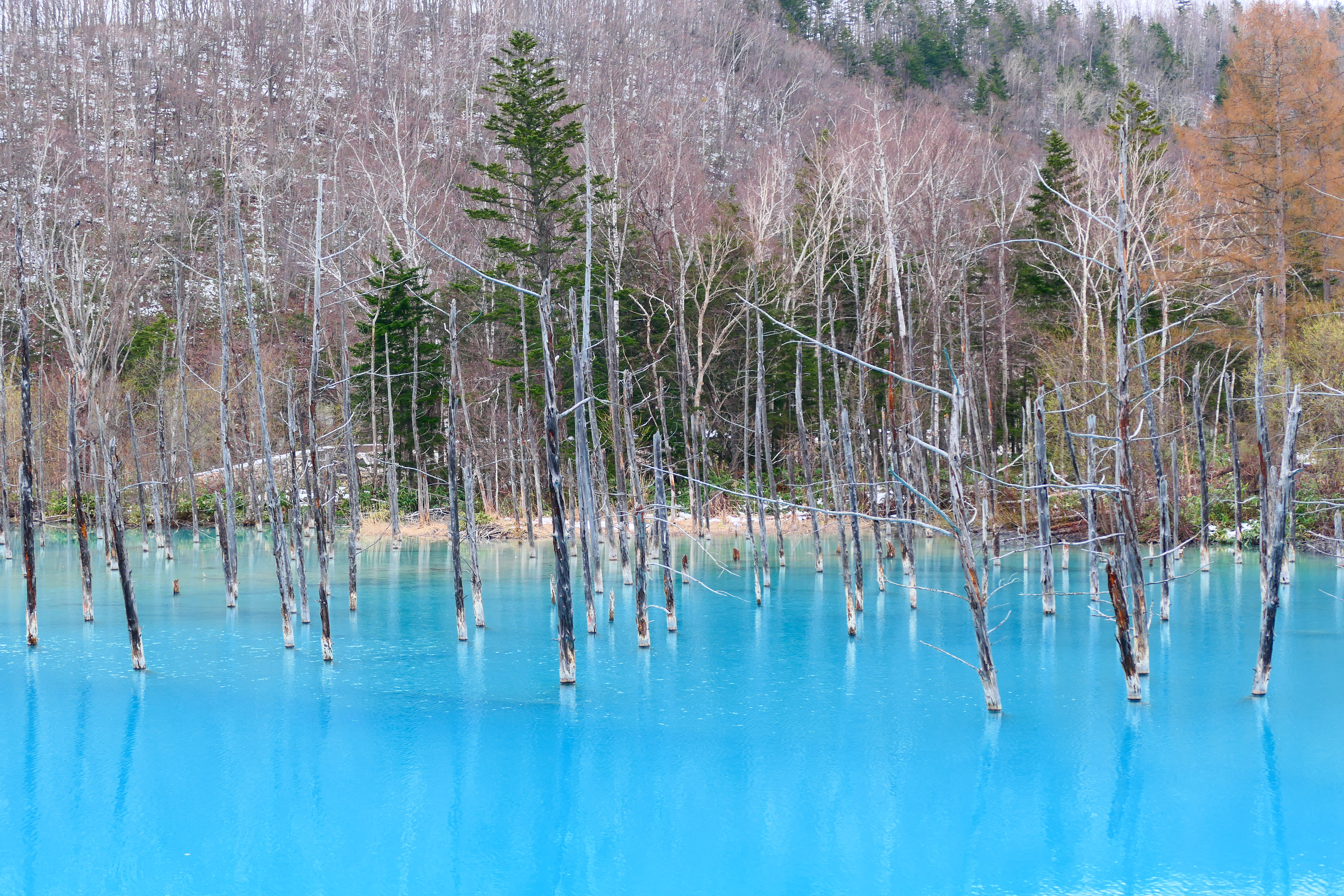
北海道美瑛町の観光名所「青い池」は砂防ダムへの貯水で生まれた名所である
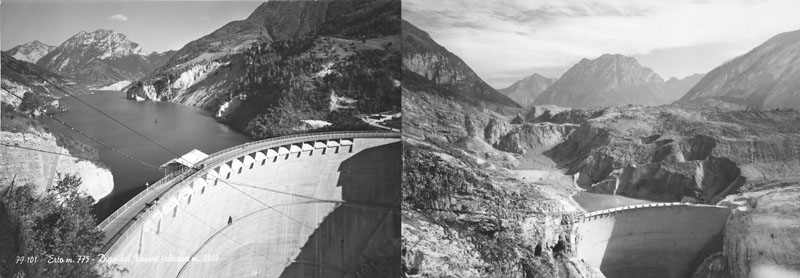
ダムへの貯水が一因となり大規模な地すべりが発生したバイオントダム（イタリア）
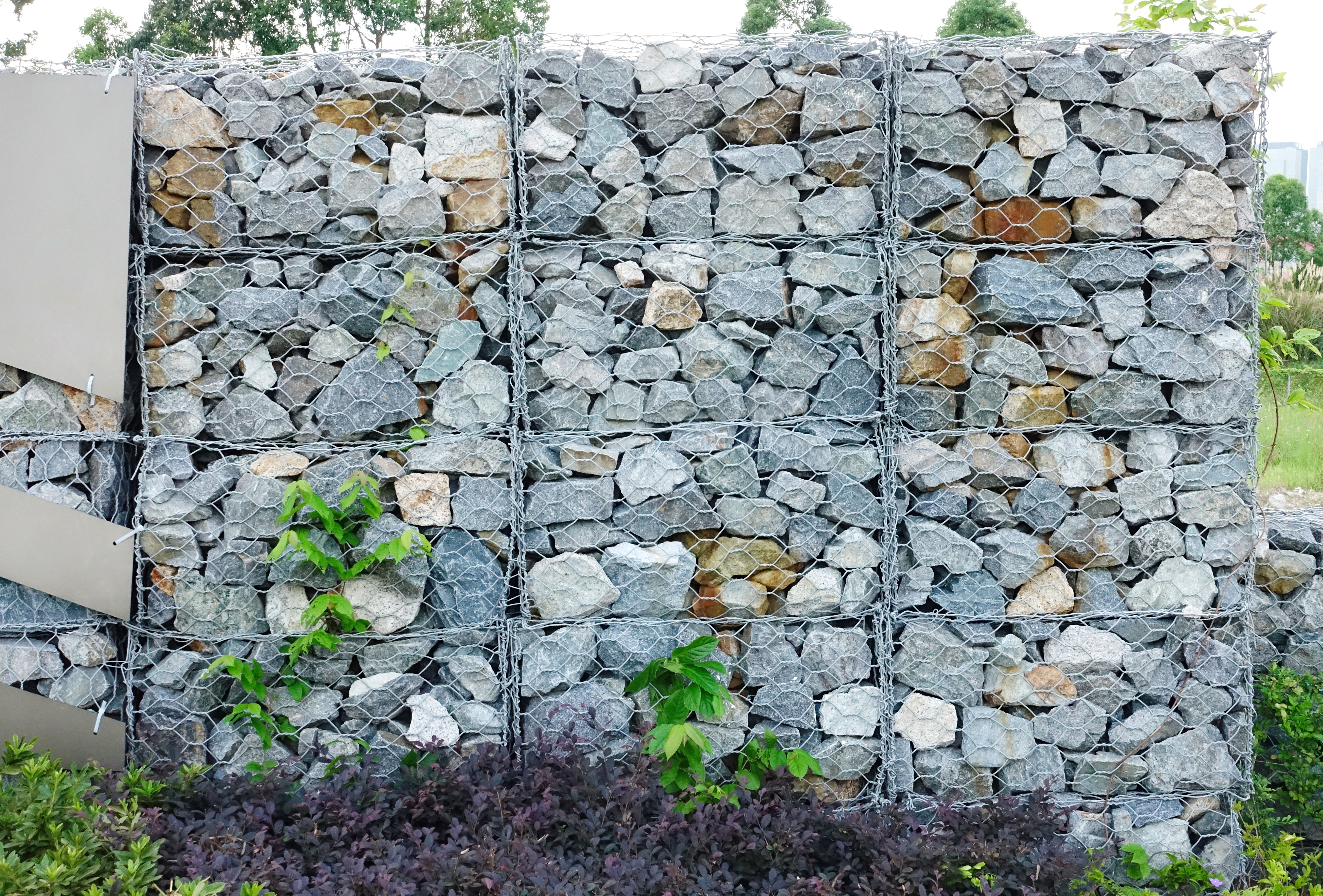
参考：石を詰めた蛇篭（英:gabion）。これで小さなダムを作ることもあるが、ダム直下に洗堀防止のため置くことのほうが多い。
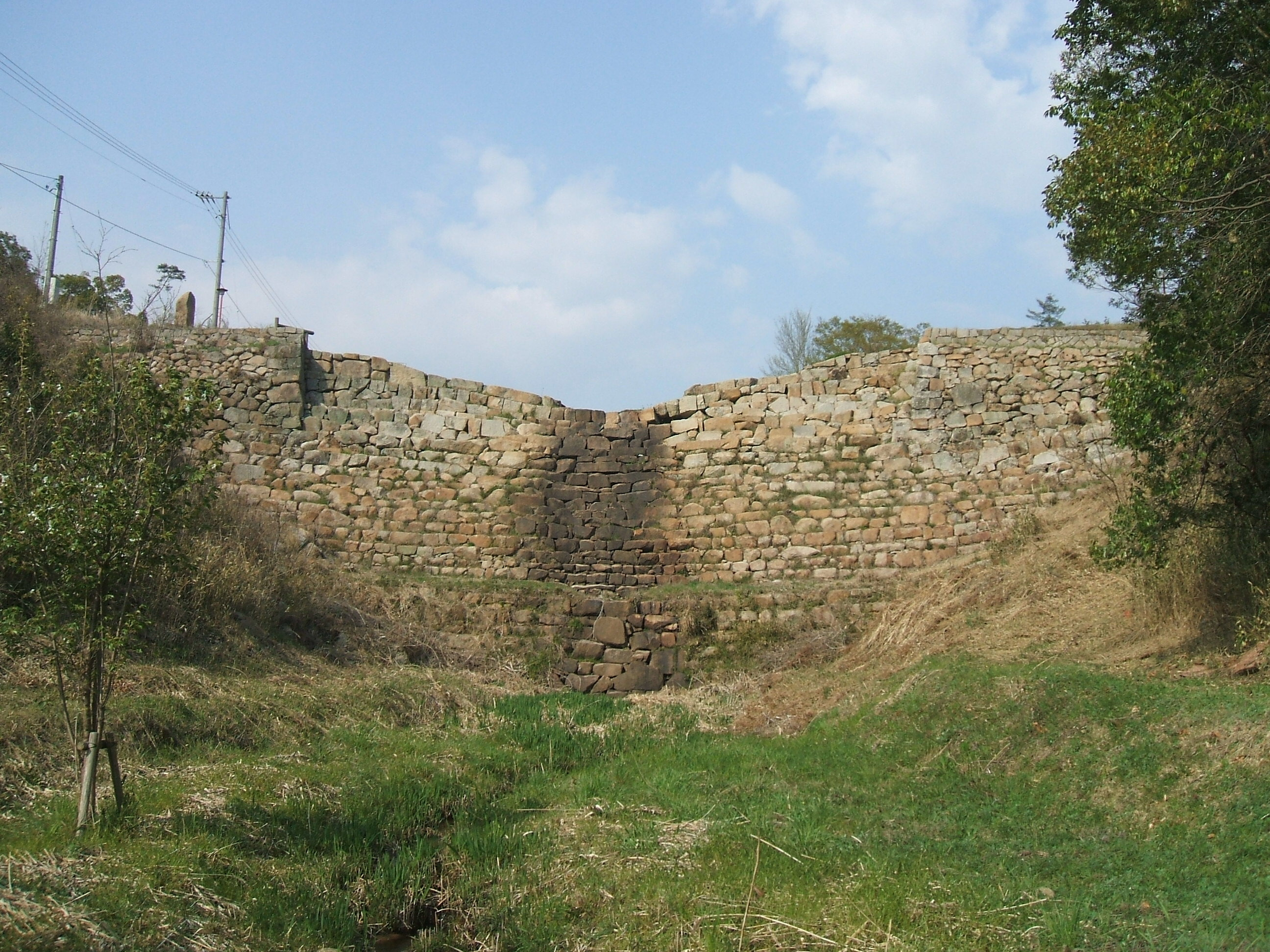
福山藩の砂留と呼ばれる石積みの砂防ダム（広島県）
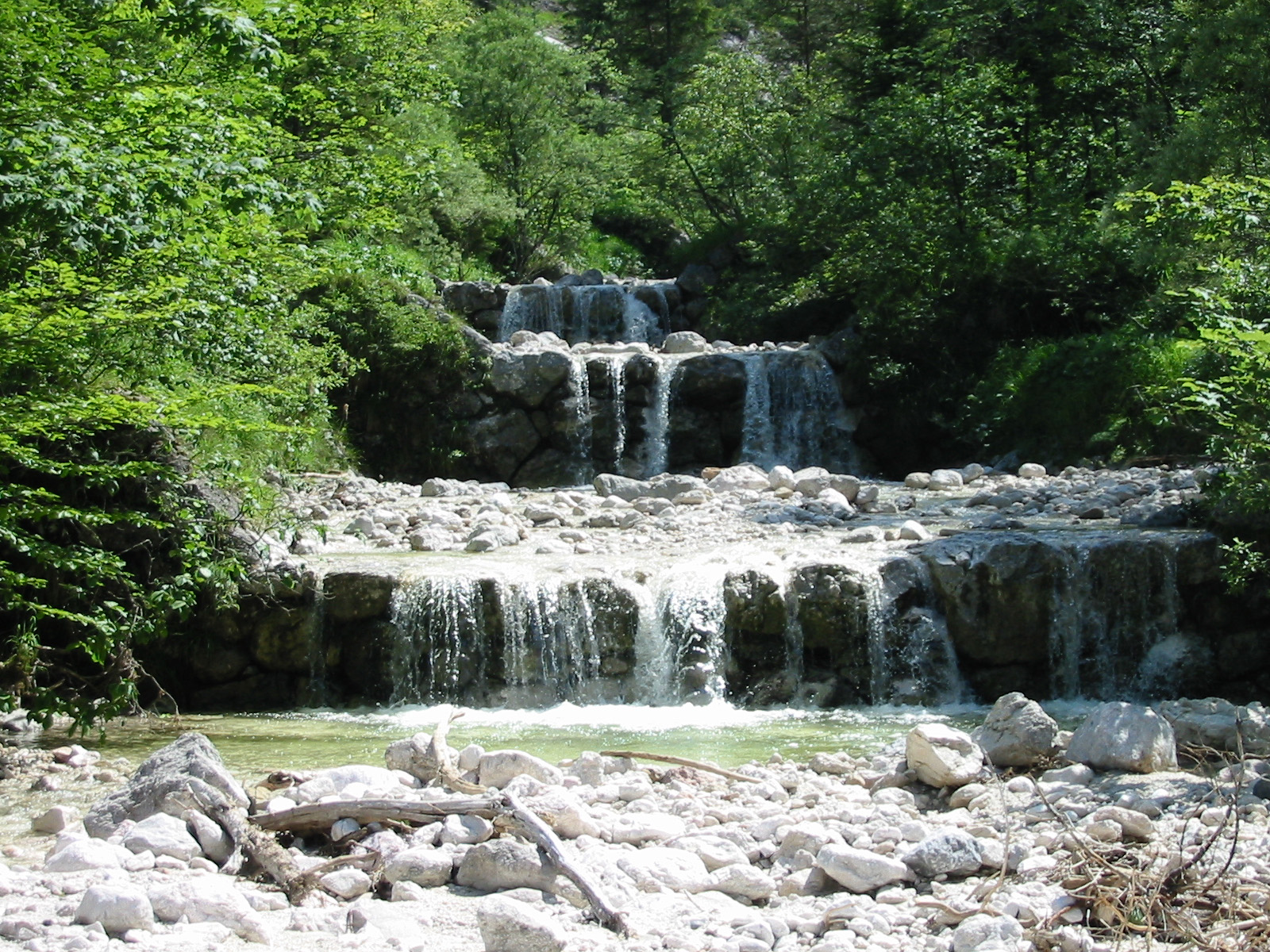
石積みの砂防ダム（ドイツ）
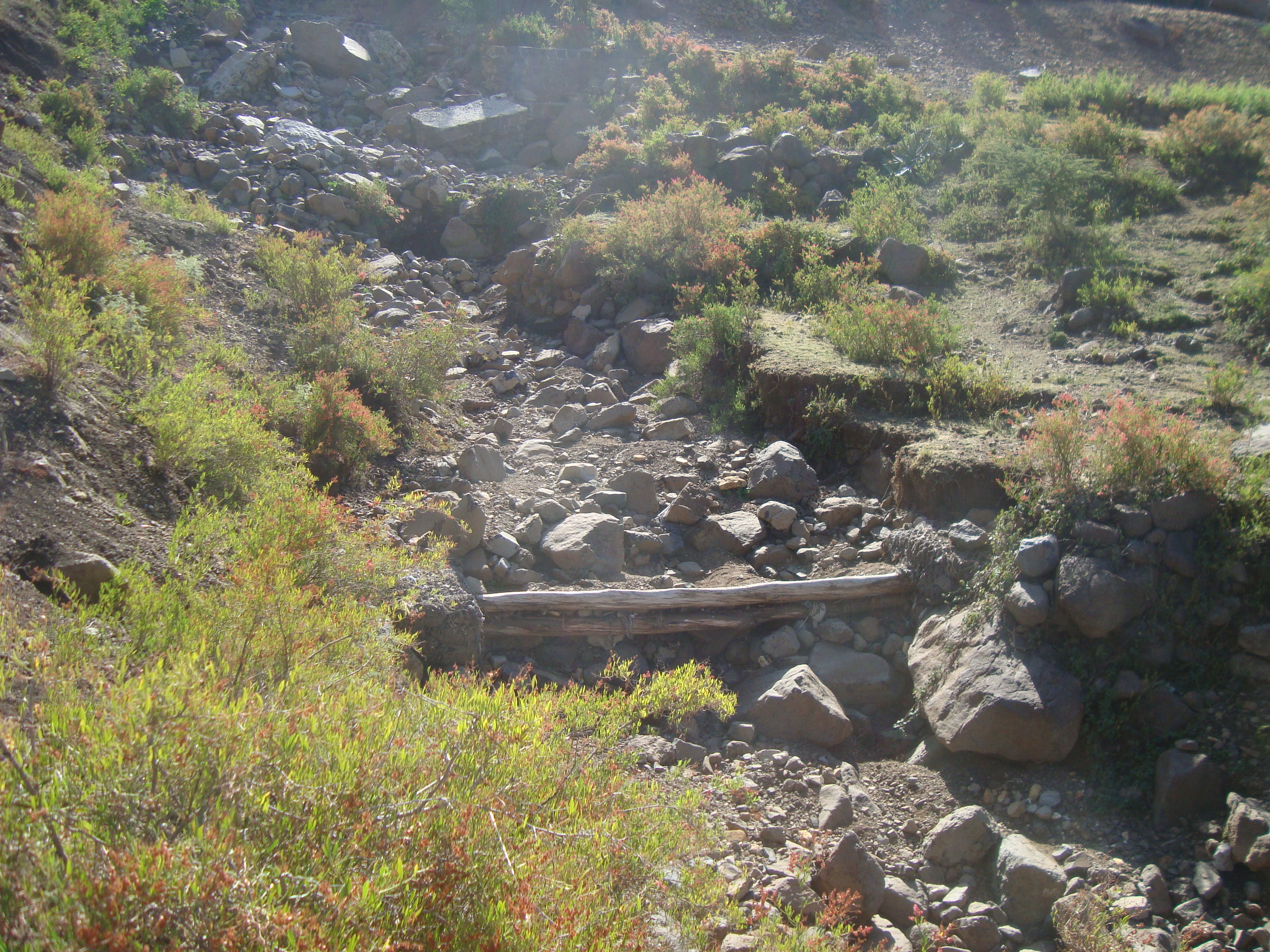
丸太2本を並べて作った簡易な砂防ダム（エチオピア）
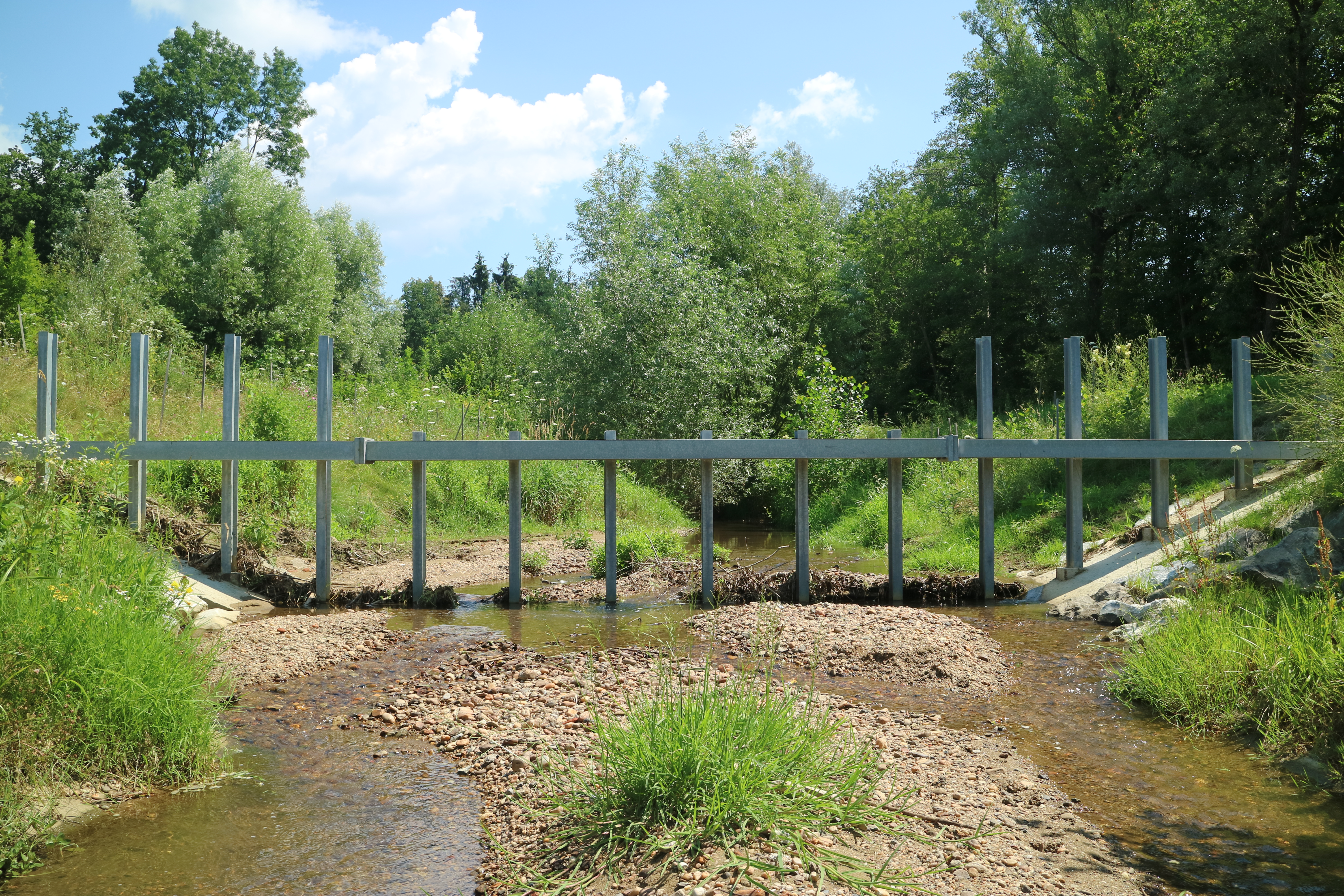
流木対策に重点を置いたとみられる鋼材スリットダム
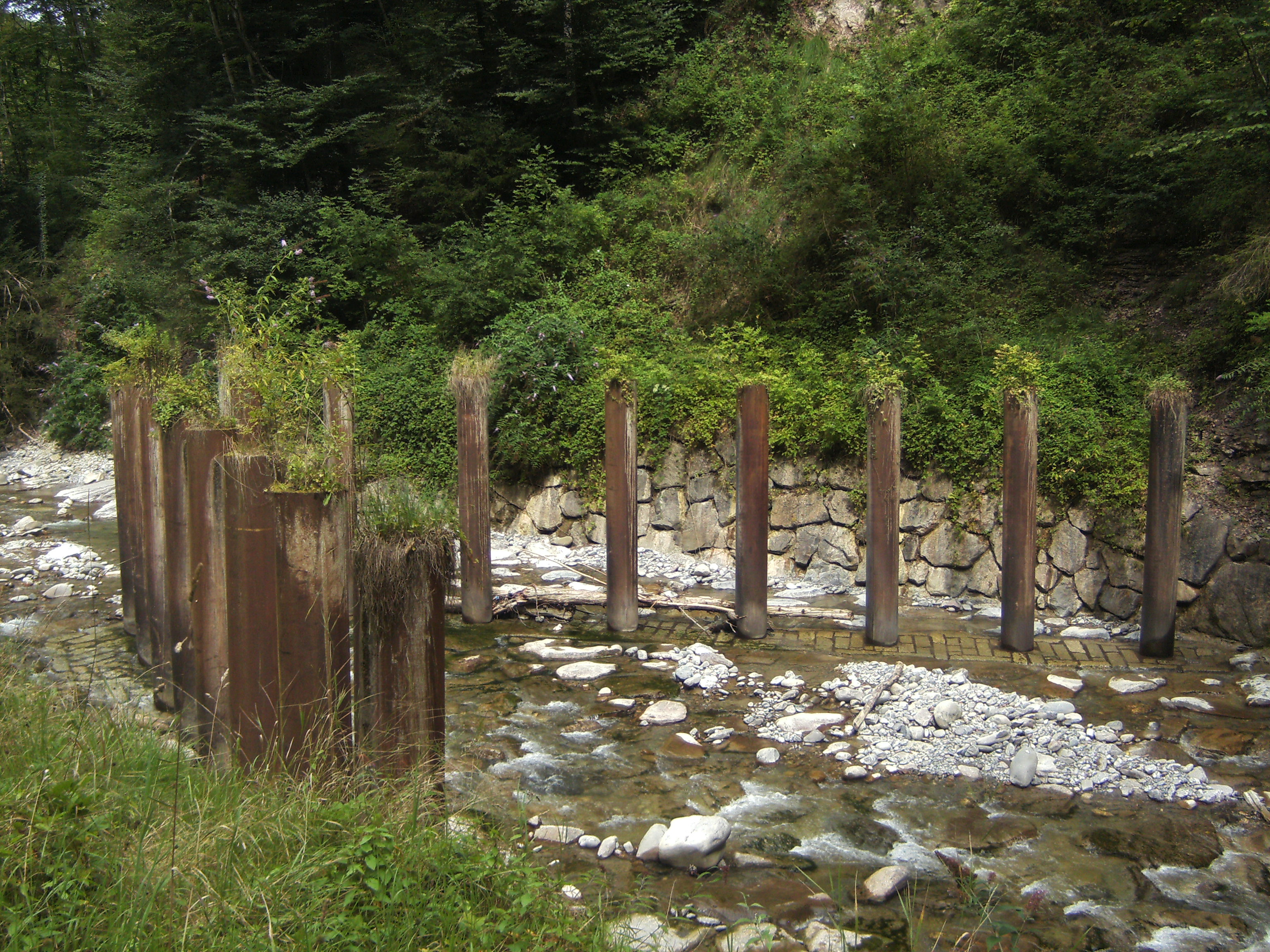
流木対策のスリットダム（スイス）
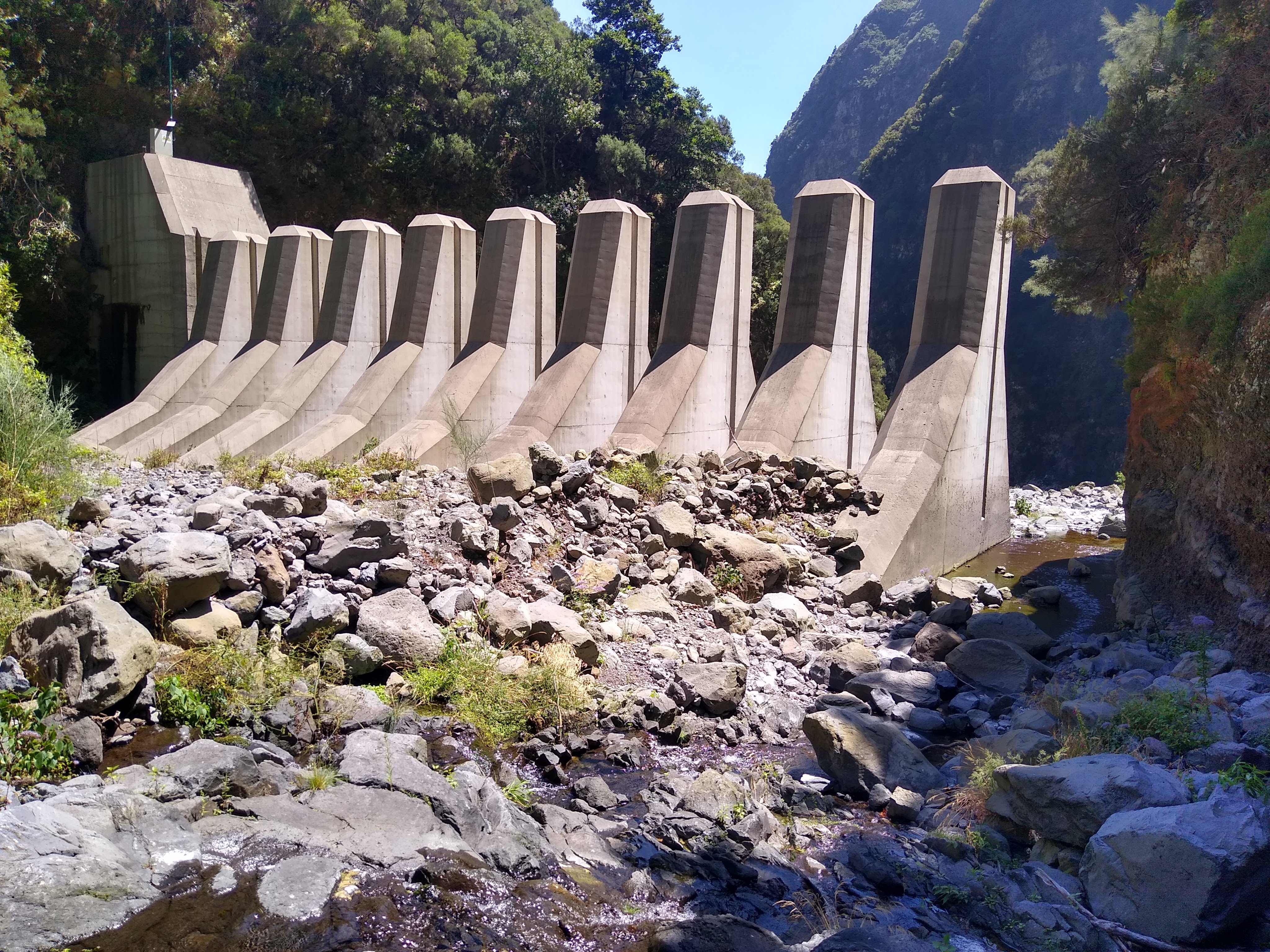
コンクリート柱のスリットダム（ポルトガル）
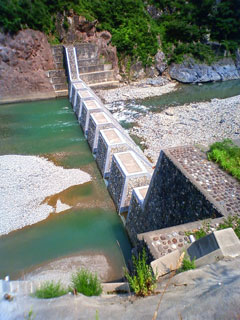
コンクリート柱を持つスリットダム（新潟県）

砂防ダムで致命的な破損は下部の洗堀、もしくはダムの袖を埋め込んでいる両岸斜面の洗堀や崩壊により貯砂を無制御状態で下流に流してしまうことで、いわゆる「底抜け」や「袖抜け」と呼ばれる。甚だ激しい場合は決壊につながり、ダムが貯めていた土砂が一気に下流へ流れ出すことになる。このため、ダムの底部や両岸の根入れには十分を行う。また、下流側に本堤より低い副堤を設けることで流水の浸食能力を減衰したり、下流側に蛇篭の埋め込みやコンクリート三面張りの水路にして浸食と洗堀を防止する場合もある。袖部に関しては「袖隠し」や水通し下流部に「側壁」と呼ばれる護岸パーツを付けることで極力端部が露出しないようにしている。コンクリートダムにおける亀裂（特に漏水を伴うものは危険度が高い）や鋼製枠ダムにおける鋼材の破断による中詰材の流出もダムの強度を大きく下げかねない重大な破損である。
渓流では土砂がたまりダムの貯砂可能容量はやがて減少する。貯砂可能容量が減少した状態で土石流が発生した場合、下流に被害が及ぶ可能性があるので、容量を回復させるために浚渫する場合がある。ただし、満砂状態になることによって上流側の勾配が緩和されダムの機能を果たしているとして浚渫を行わない場合も多々ある。特に治山ダムでは堆砂により河床勾配が緩和され保安林の生育に適した状態になっているとして、河床勾配を増加せることになる浚渫はしないことが多い。スリット式ダムでは水生生物の移動等に重点を置いた場合、堆積物を適宜取り除きダムを挟んで大きな高低差が無いようにすることが求められる。

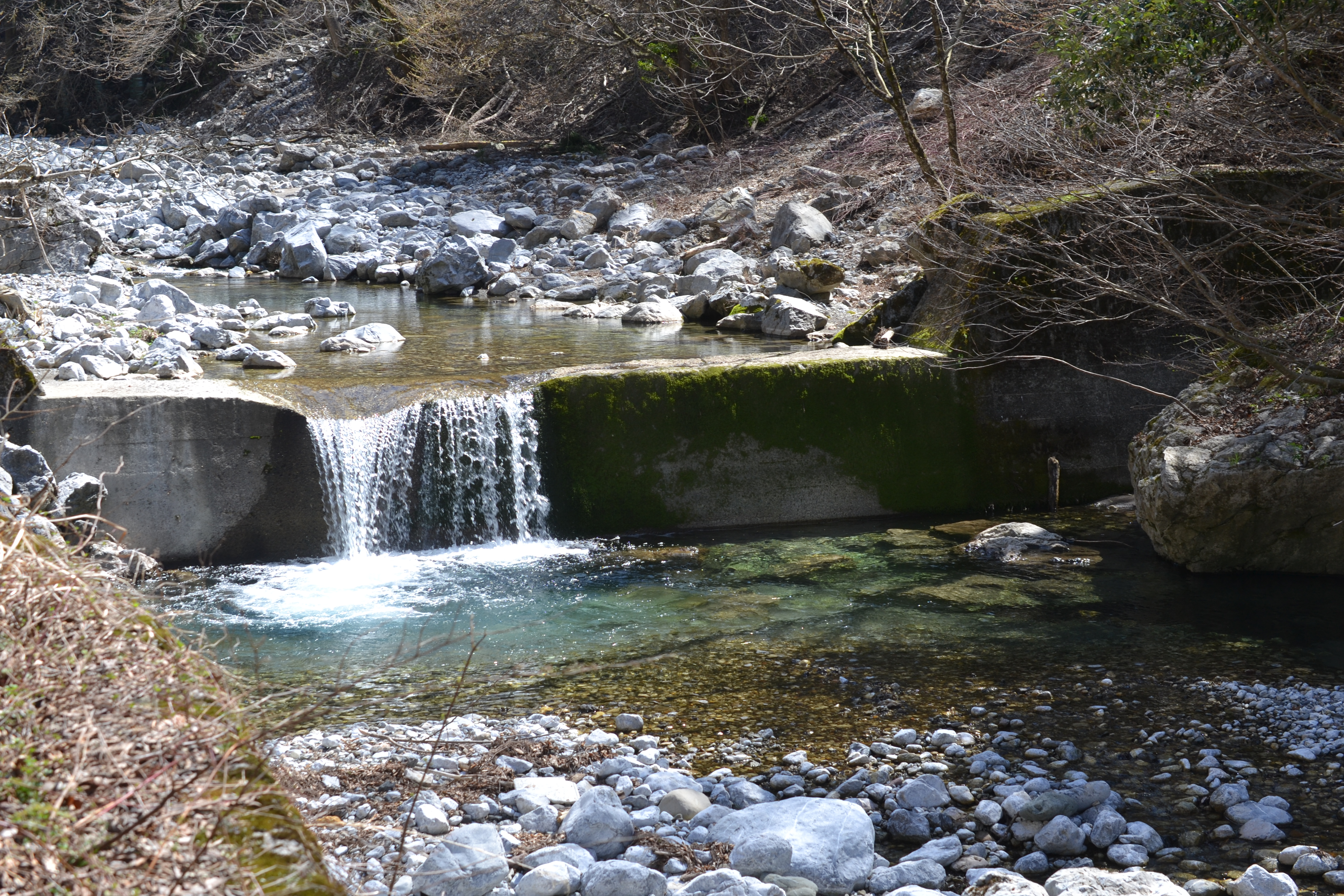
土石と流水により水通し天端部が摩耗した砂防ダム（滋賀県）
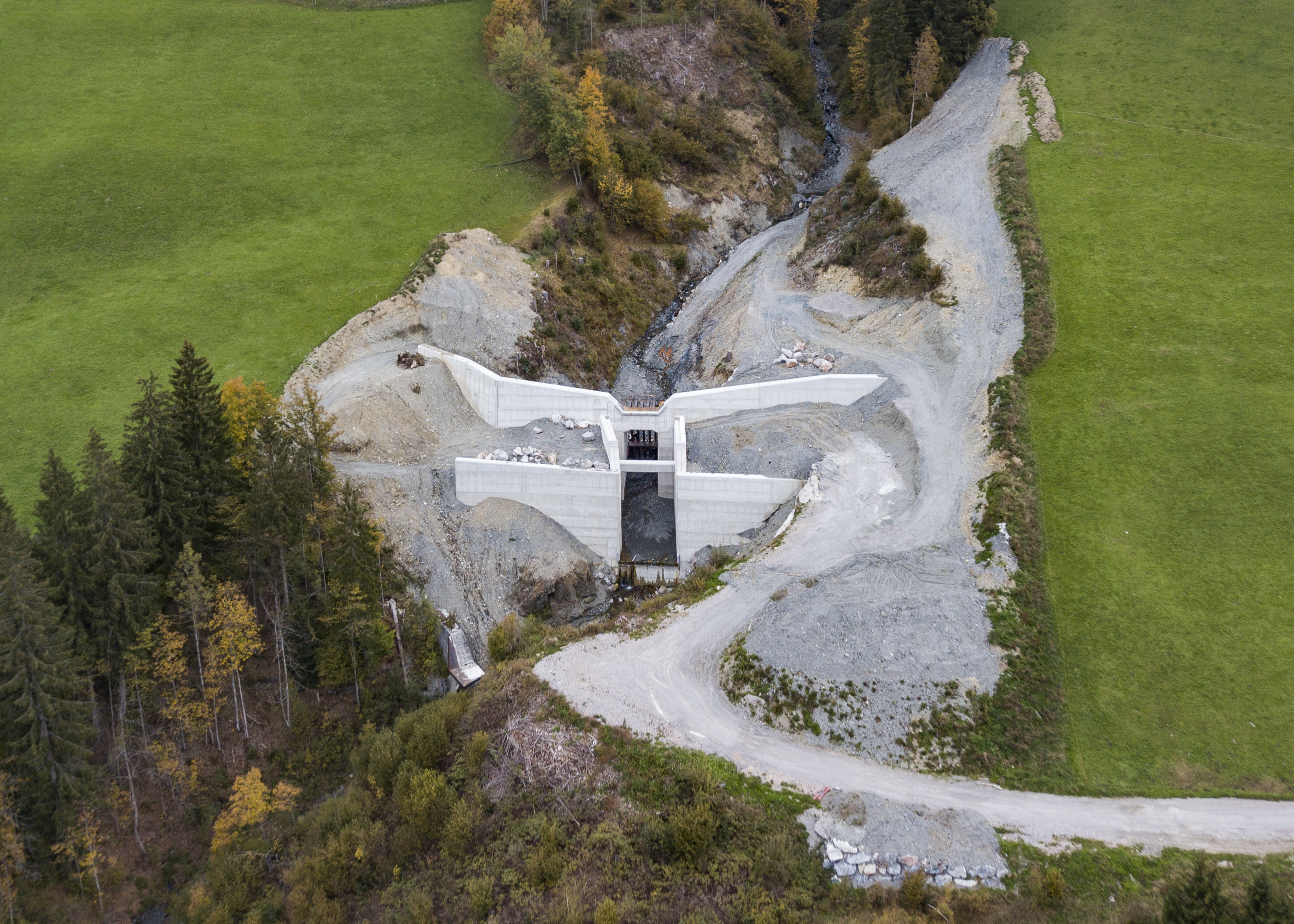
提体下流側に大きな側壁を持つ砂防ダム（オーストリア）
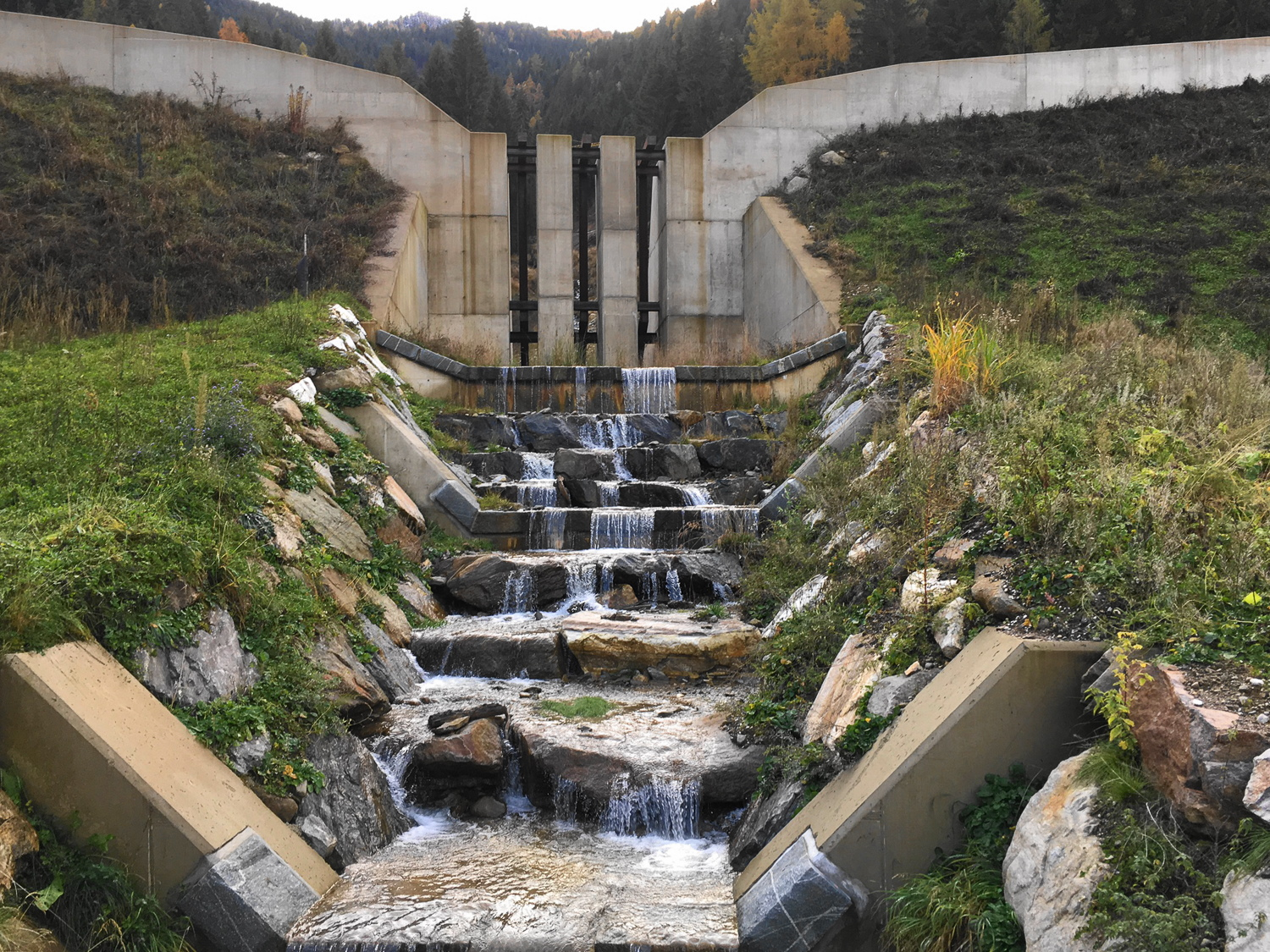
副堤の連続と天然石の配置で河床の洗堀防止と景観維持の工夫がされたダム（オーストリア）

#### その他
砂防ダムは土石流の流下段階に注目した防災設備であるが、発生や堆積にの各段階に対しても対策が取られることがある。発生段階の対策としては渓流沿いの斜面が崩壊して渓流内に土砂が堆積することが土石流の原因となるので、斜面崩壊の防止となるような各種の法面補強工事、護岸工事や地すべり防止工事がダム周辺で行われることが多い。間伐等の周辺の森林整備も斜面崩壊防止の重要な対策の一つであり、特に林野庁所管の治山ダムを含む各種の治山事業は「保安林に指定した地域の防災等の機能向上を図るためにコンクリート等で構造物を作る」という名目でダムや法面工事が行われる。
水と土石の混合物である土石流は最後には各々分離し、谷の出口等で扇状地を作り堆積することで鎮静化する。この時に土石が扇のように広がることで周囲の家屋を巻き込んでしまうことから流路を固定化するために扇状地の部分に土石流を十分に流せるような流路工を設けることで、流下段階から堆積段階へと移行させずに安全な地域まで流下させてしまうということで住宅地などを守るという工法もある。

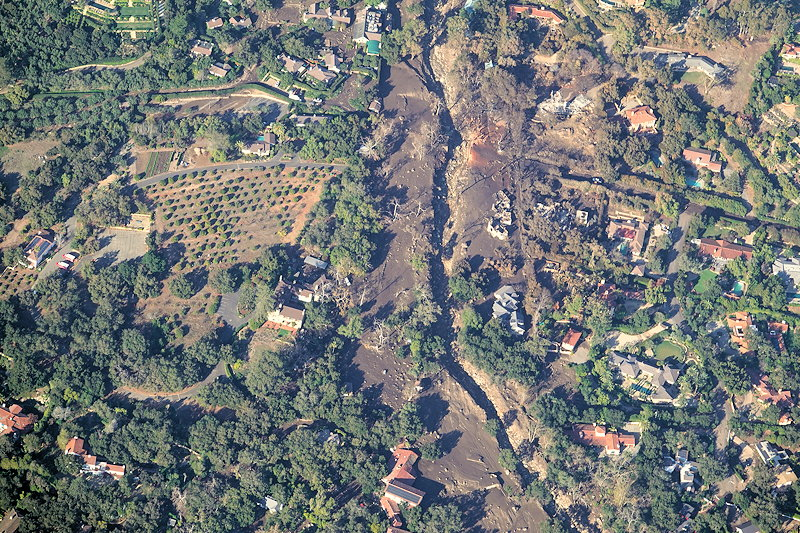
山火事による森林荒廃の後に発生した土石流（アメリカ）
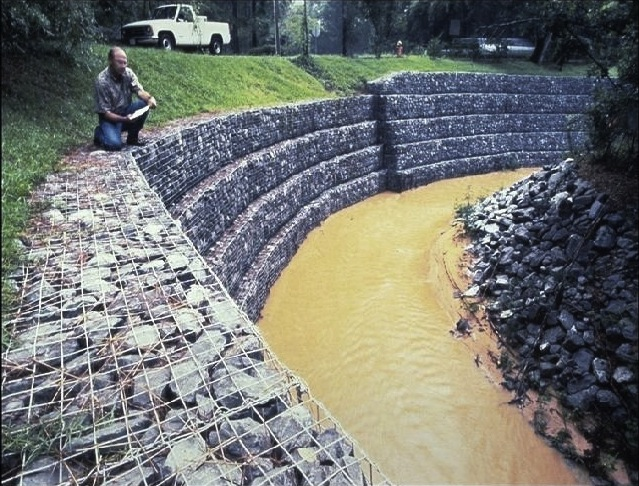
蛇篭による渓流の護岸
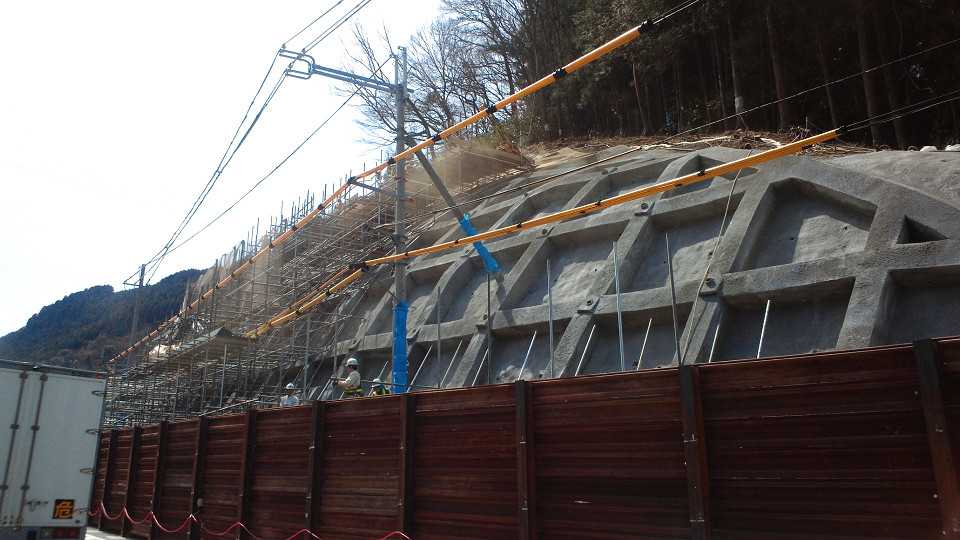
斜面に施工されるコンクリート法枠工（大阪府）
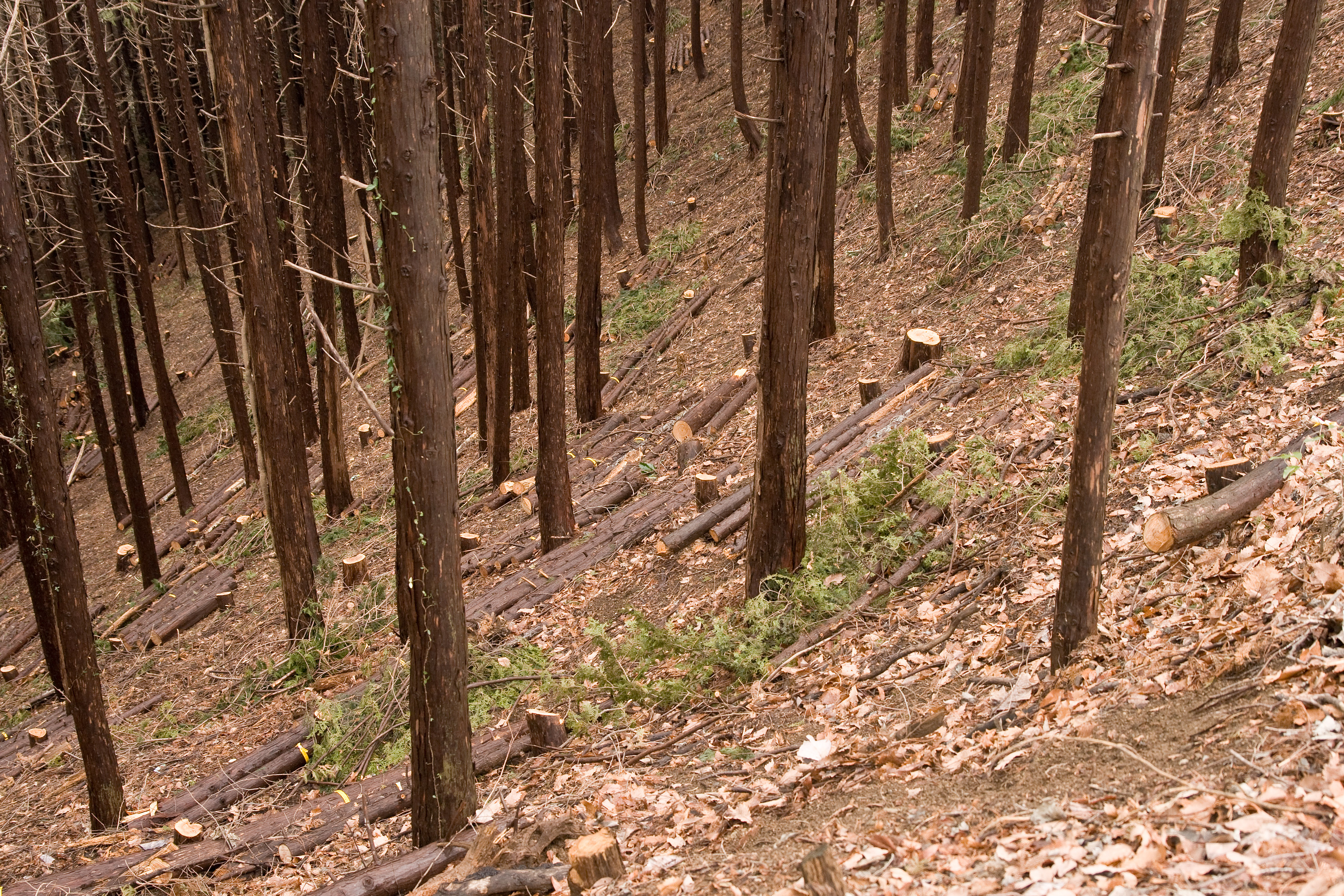
切捨間伐による荒廃スギ林の整備（神奈川県）
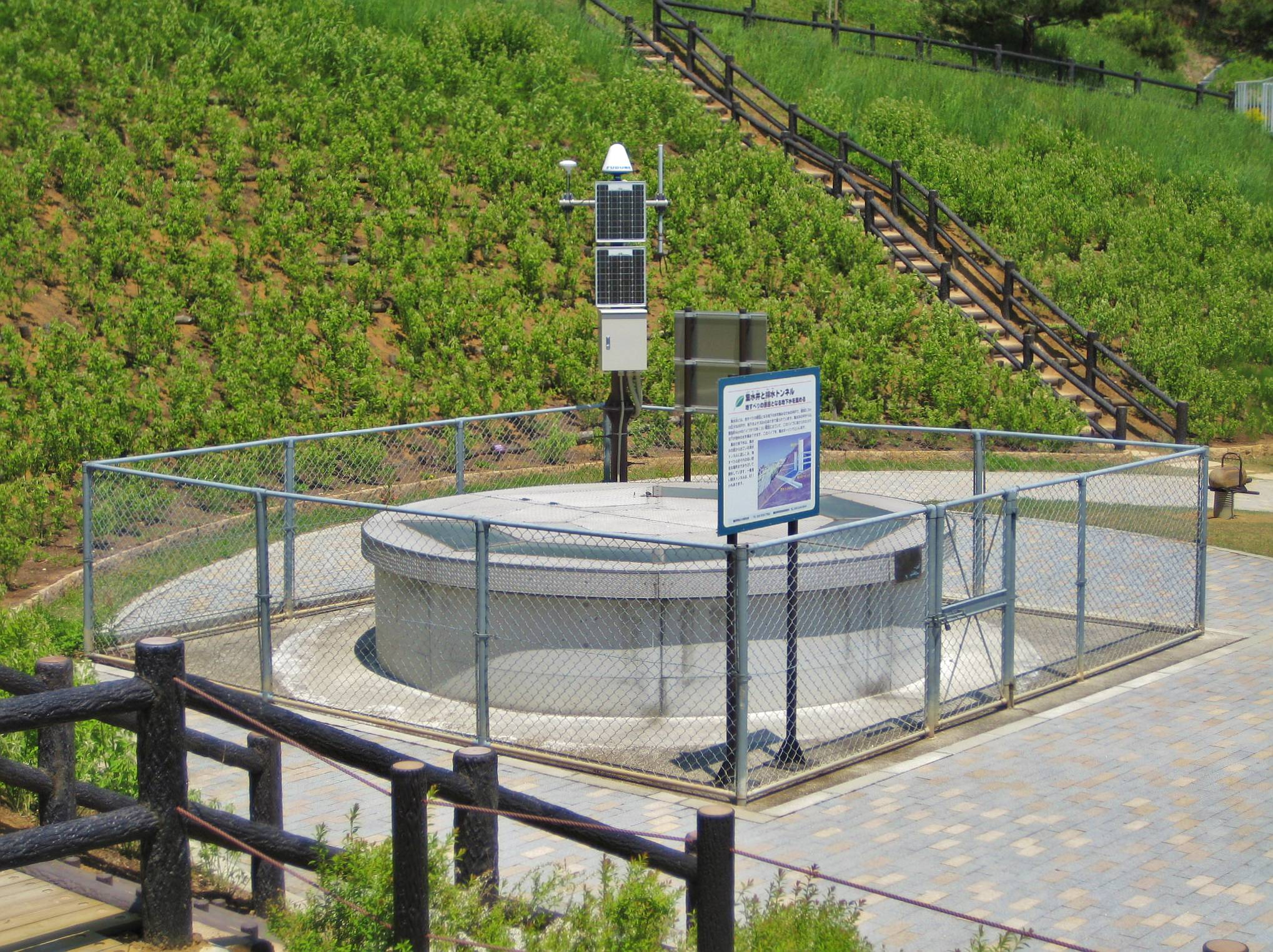
地すべりの原因となる地下水を強制的に排水させる集水井（長野県）

### ソフト面での対策
他の自然災害と同じくハザードマップの整備や避難訓練の実施による住民の防災意識の向上などがあげられることが多い。津波における防潮堤と同じく、砂防ダムが整備されたからと言って必ずしも安全なわけではなく、砂防ダムによって力を減衰しきれなかった土石による被害や、砂防ダム自体が決壊してしまう場合もあり、土石流の恐れがあるときは渓流沿いから適宜避難することが求められる。
日本における土石流関連のハザードマップにはいくつか種類があり、法的な規制がつくものとつかないものがある。法律で最も有名なのは土砂災害警戒区域等における土砂災害防止対策の推進に関する法律（土砂災害防止法。平成12年5月8日法律第57号）である。この法律では砂防ダムのさらに下流にある住宅地等に着目しており、住宅地等が法律における土砂災害警戒区域（もしくは特別警戒区域）に指定された場合には、定期的な避難訓練の実施義務化、高齢者や子供などが関わる一部施設の建設制限、増改築時の建築確認義務化、安全な区域への移転勧告や移転費用の一部補助などの規制がある。土砂災害防止法による2つの警戒区域への指定地は年々増加しているが、保有する不動産価値の低下への懸念などを理由に住民が警戒区域への指定を拒む場合もあり、まだ完璧なハザードマップにはなっていない。
土砂災害防止法とは別に国土交通省及び林野庁が主管となっている都道府県の土木系部署、林業系部署が土石流発生の危険性が高い渓流をそれぞれ地図上で公開している。土石流危険渓流（国土交通省系での用語。林野庁系では崩壊土砂流出危険地区）などと呼ばれるが、開発に対しての制限などは無く各々が作る砂防・治山施設の整備根拠や整備進捗状況を測るために使われている。2000年代以降各都道府県では部署間を跨いだ地理情報システム（GIS、統合型GIS）の開発や公開に力を入れており、管轄する官庁の違いに捕らわれずにパソコンで一目で確認できるような場合も多くなった。
国土交通省及び林野庁（およびこれらが主管する都道府県の各部署）では砂防ダムの周辺に砂防法における砂防指定地への指定、森林法における保安林への指定などによって開発規制をかけているが、土地所有者の意向もあり必要最小限の範囲しか指定できない場合も多い。開発規制の内容としては区域内における建築物の建築の制限、立木の伐採瀬減、土石の移動制限等がある。京都市の天神川では堆砂敷に住宅が建てられた砂防ダムが存在するが、これは規制に抵触し違法に当たる。
また、砂防ダムより上流の森林地帯では保安林に指定されていなくとも林地開発許可制度という規制で、大規模な開発には制限をかける仕組みがある。林地開発許可制度では森林を伐採したことに対して、森林に相当する代替設備を求める場合があり、沈砂池、水路工、土留工などを申請者が作ることを条件に開発許可を出す。

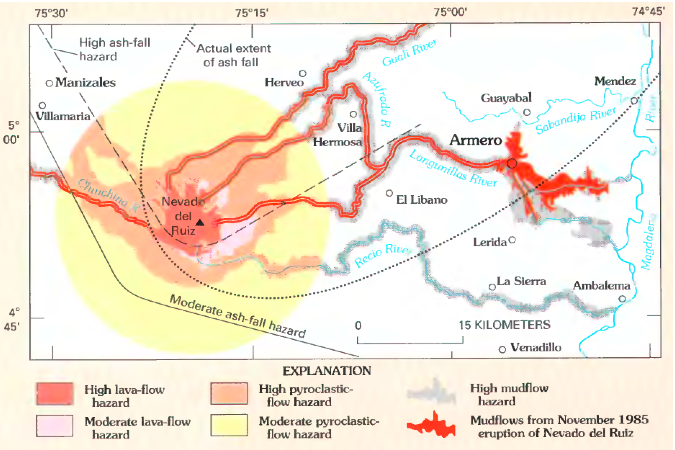
土石流（火山泥流）のハザードマップ（コロンビア）
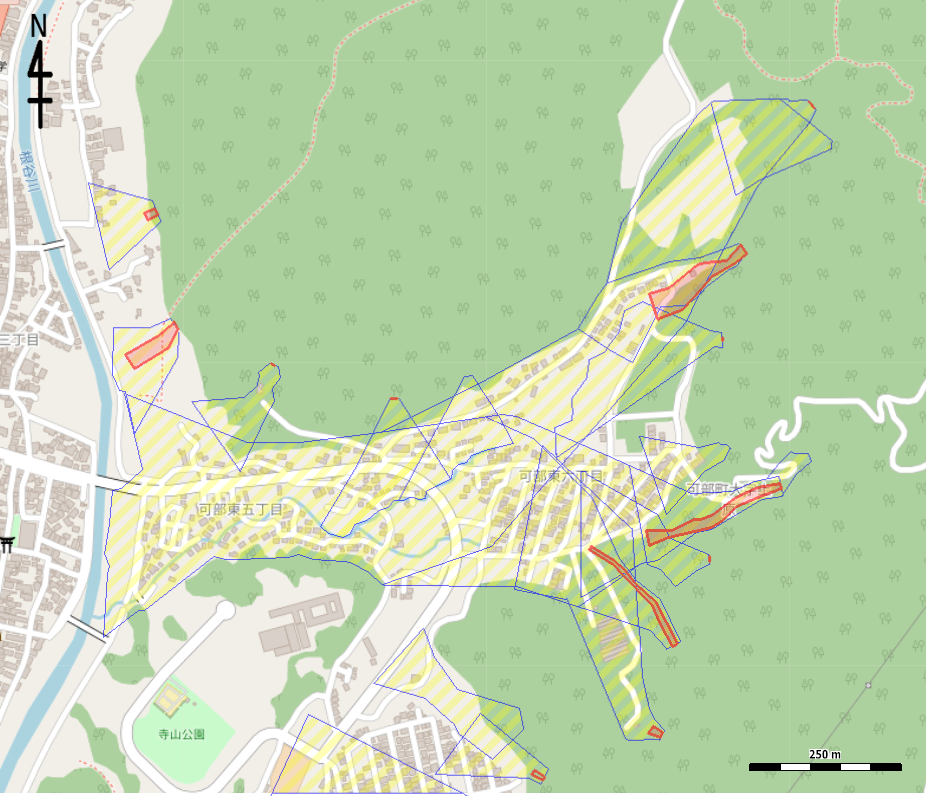
土砂災害警戒区域（黄色）と特別警戒区域（赤）
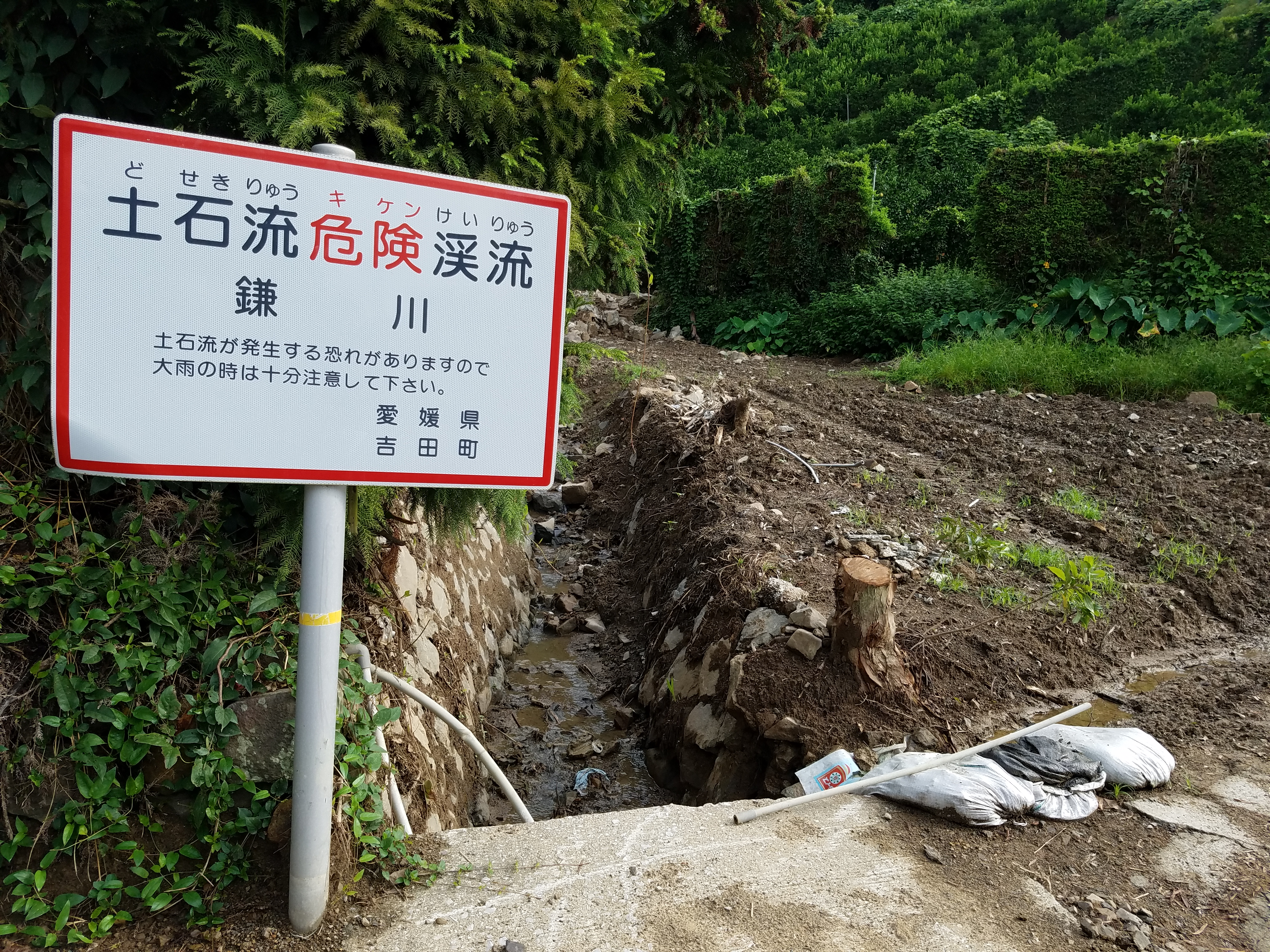
土石流危険渓流の標識（愛媛県）
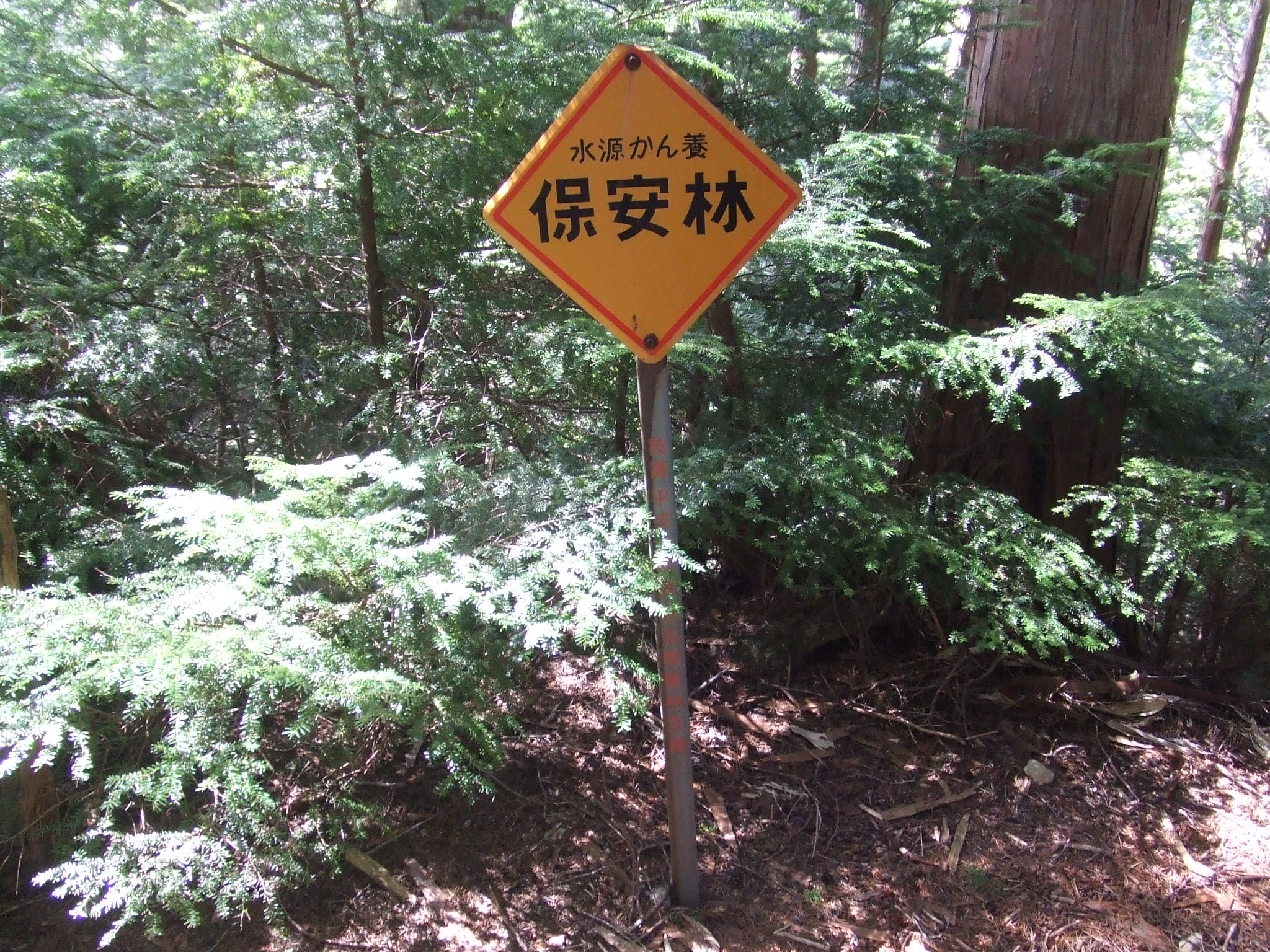
保安林の標識
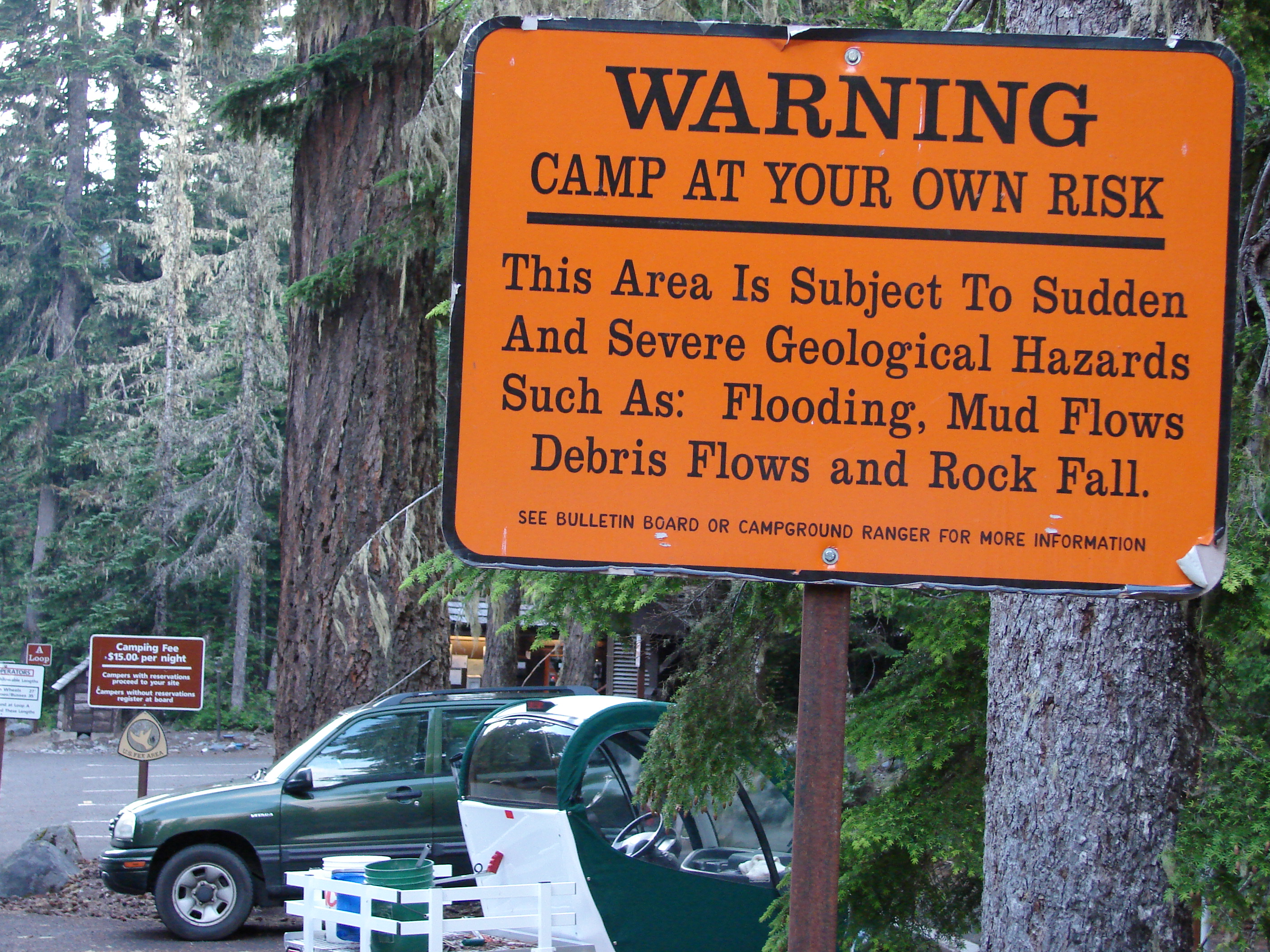
土石流（debris flow）の危険を訴える看板（アメリカ）

### 土石流に対する言い伝え
他の自然災害同様、土石流の常襲地では土石流の危険性、避難の目安、地名などの情報が昔からの言い伝えや文書として代々受け継がれていることがある。また、石碑や石像など形あるもので伝えていく場合もある。
日本において土石流を連想させるものは各地で「蛇」を連想させるものが多い。なぜ蛇なのかということについては、蛇が好むような沢沿いで発生する現象だからという説、土石流前に見られる豪雨が白く糸を引き蛇のように見えるからという説、巨石を先頭に流下する土石流が蛇のように見えるからという説、生命力や豊穣の象徴とされることも多い蛇が怒ったために土石流が発生すると考えられているからという説等々諸説ある。土石流が起こることは「抜ける」という動詞で表現されることがあり、「沢が抜けた」などともいう。
土石流が多発する長野県木曽地方では土石流のことを「蛇抜け」と呼び、蛇抜けの前には白い雨が降り谷の水が止まるという言い伝えが伝わっている。地名として残っている場合もあるが、蛇は「生命力や豊穣の象徴」というよりは「毒を持ち近寄りがたい生物」という悪い印象を持つ人のほうが多いためか、改名されてしまい現存数は少ない。

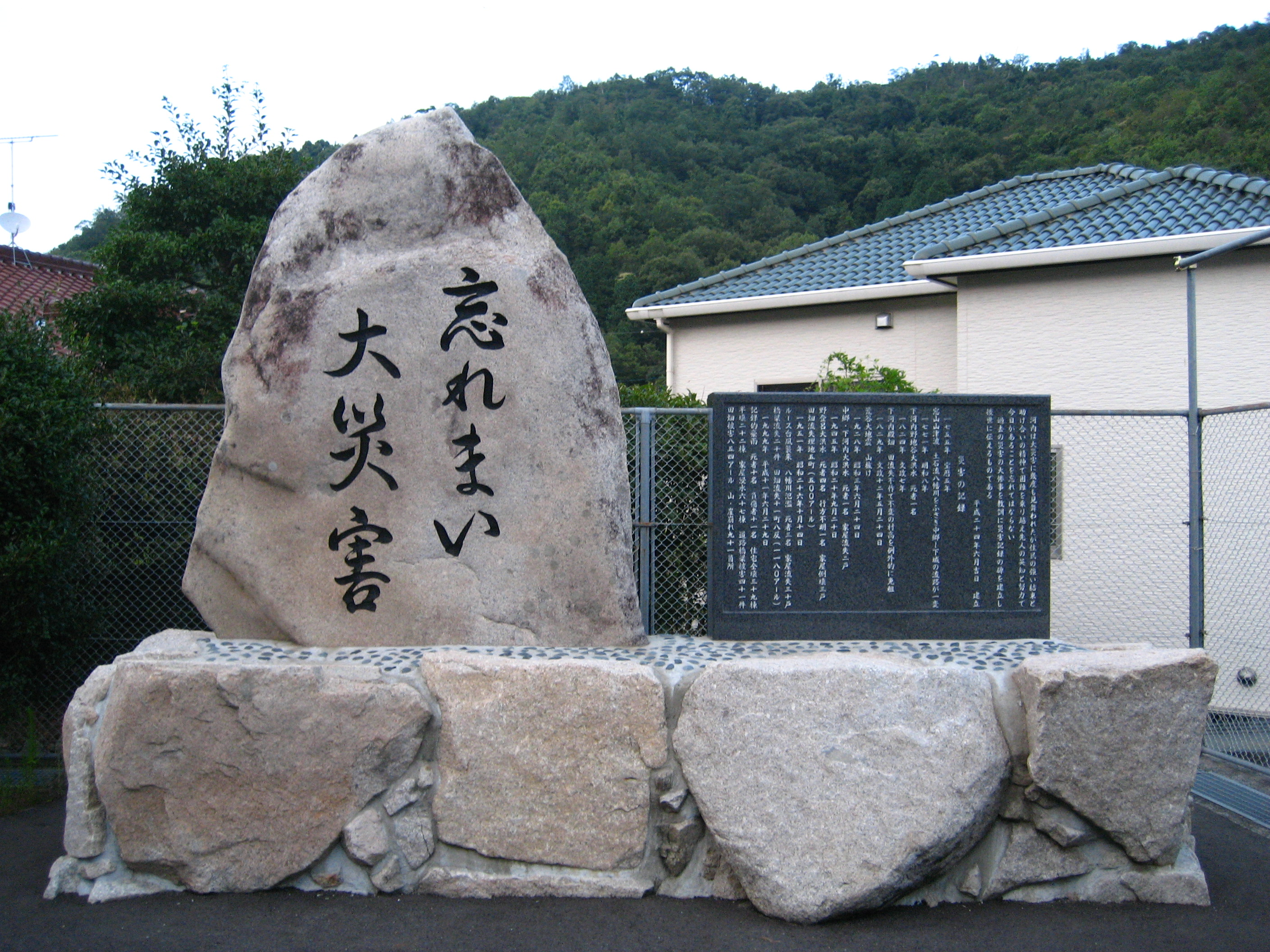
土石流災害を記録する石碑と看板（広島市）
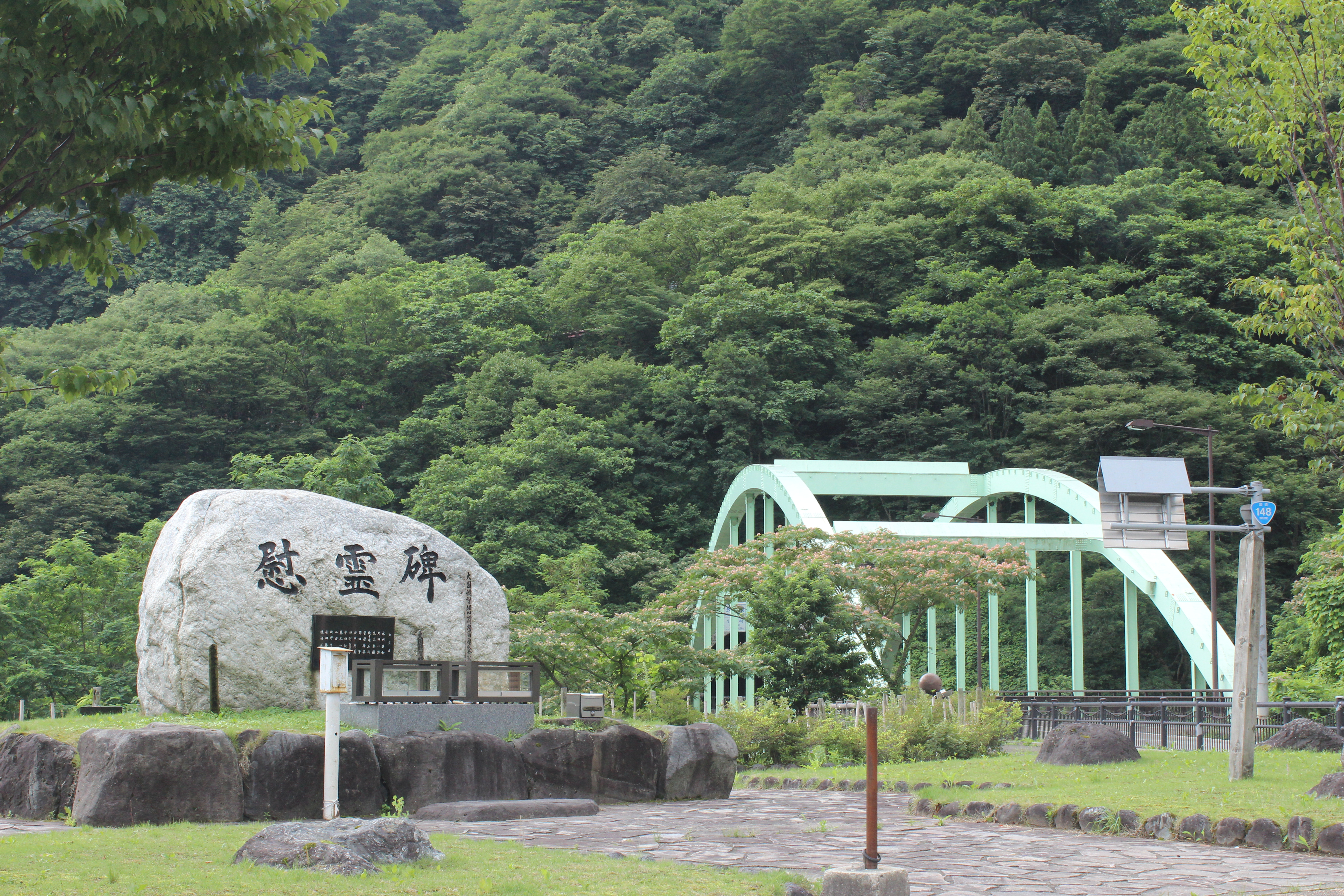
蒲原沢土石流災害の慰霊碑（長野県）
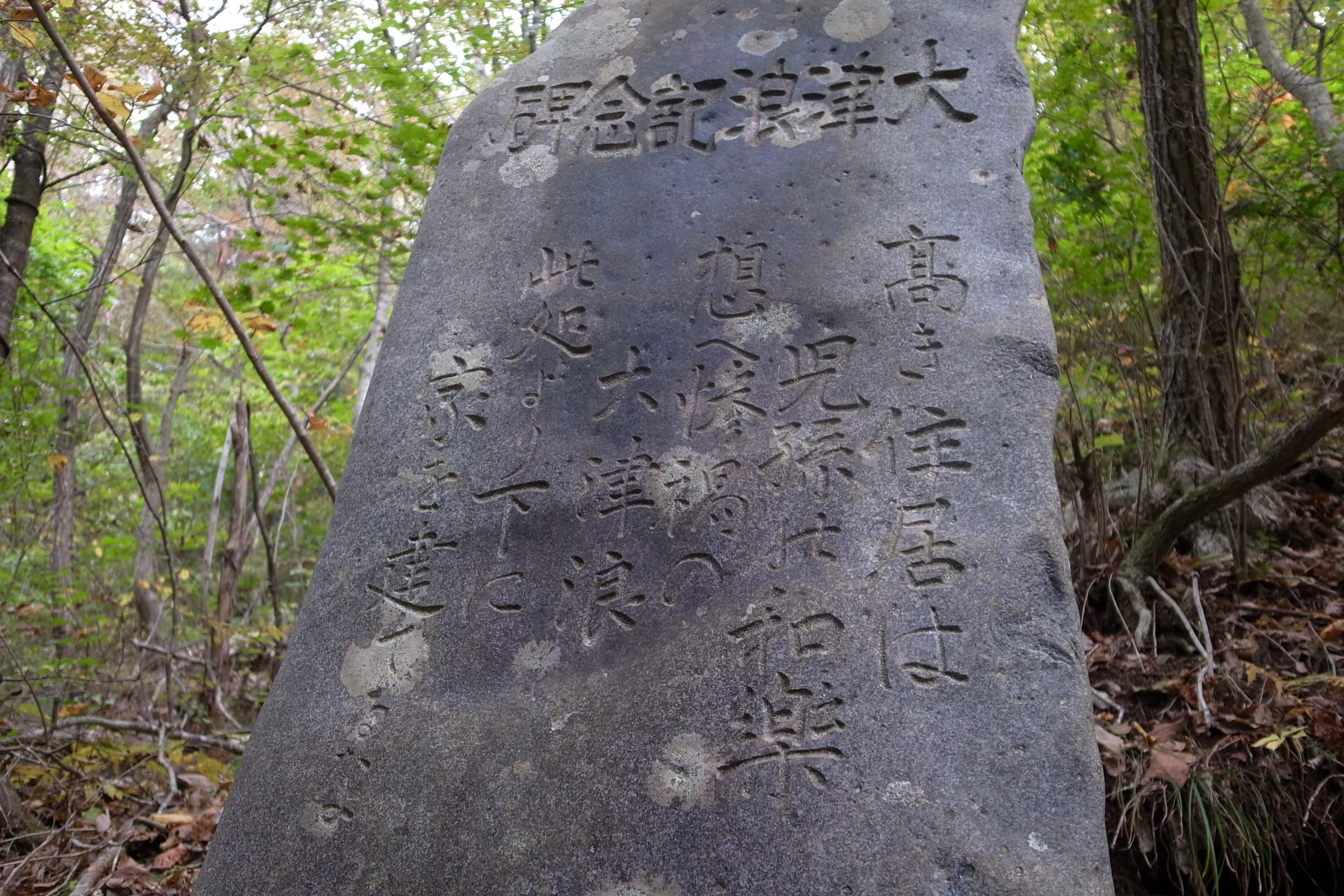
「この石碑より下に家を建てるな」という子孫への訴えが彫られた石碑（岩手県）
顔を覆ってしゃがみ込む少女を象った「じゃぬけの碑」（長野県南木曾町の1953年の土石流被災地）
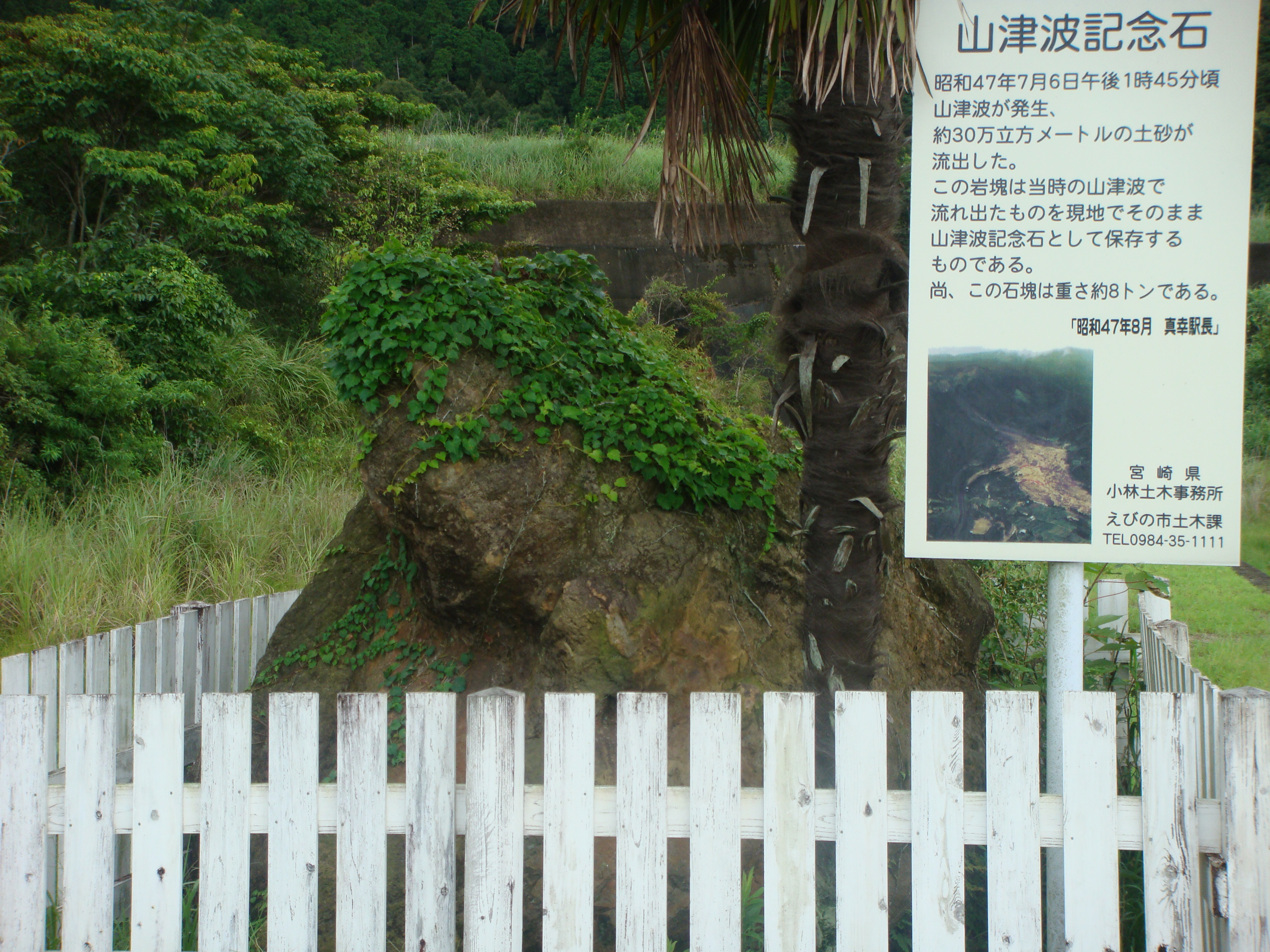
JR肥薩線の真幸駅に展示されている巨岩

## 日本における主な土石流災害
人的・物的な被害規模が大きなもの。法令等やハード対策が変わるきっかけになったものを中心に記載する。
- 大谷崩（1707年以降）

静岡県安倍川上流部での宝永地震による大規模な山体崩壊が発生。大量の土砂が河道を閉塞し天然ダムを作った。昭和以降砂防工事が継続されている。
- 鳶山崩れ（1858年4月以降）

安政の飛越地震により富山県にあった鳶山が大規模に山体崩壊し立山カルデラ内に土石が大量に堆積した。堆積した土砂が大雨で土石流となり流下することが繰り返されており、立山における砂防工事は地震後160年以上が経過した2020年代に入っても続いている。
- 稗田山崩れ（1911年）

長野県北部姫川流域で発生した大規模な山体崩壊。天然ダムの形成と決壊などで大きな被害を出した。姫川流域は糸魚川静岡構造線という断層地帯であることから、断層の働きで破砕された岩石を大量に含む土石流災害がたびたび発生しており、砂防工事が続けられている。
- 関東地震（関東大震災）（1923年）

神奈川県小田原市根府川流域で発生。地震の主振動により崩壊した土砂が、約6kmを5分程度で流下し300人以上の犠牲者を生じたとされる。
- 十勝岳の噴火災害（1926年5月）

残雪期の十勝岳が噴火。融雪で生じた大量の水と噴火で生じた火山灰が混合されて土石流となり富良野川、美瑛川沿いを流下し死者行方不明者が150人余りとなった。十勝岳はこの後も何度か噴火したが、被害は1926年のものが一番大きい。土石流が流下した2河川には長年にわたり多数の砂防ダムが建設された。美瑛町にある観光名所「青い池」はこの砂防ダムの一つに貯水し池となった結果生まれた場所である。
- 阪神大水害（1938年7月）

神戸市の山間部を中心に土石流が発生。六甲山で砂防施設を作り始めるきっかけになった。
- 枕崎台風（1945年9月）

終戦間もない日本を襲った巨大台風で、特に広島県呉市で土石流を含む大規模な土砂災害を引き起こし、呉だけで1,000人以上が死亡した。
- カスリーン台風（1947年9月）

群馬県の赤城山周辺を中心に大規模な土石流被害が発生した。特に赤城山から西に向かって流れる沼尾川流域の被害が大きかった。
- アイオン台風（1948年9月）

関東から東北にかけての洪水や堤防決壊が有名な台風であるが、岩手県では早池峰山周辺の蛇紋岩地帯が大雨で大規模に崩壊し、後に多数の砂防ダムが建設された。早池峰山周辺は1980年5月にも豪雨による斜面崩壊と土石流被害があり、この時建設した砂防ダムが流域の被害を軽減させた。
- 昭和28年西日本水害（1953年6月）

九州北部を中心に土石流を含む土砂災害が多発した。阿蘇山がこの年の4月に噴火しており、火山灰が堆積していたことも土石流発生の要因となった。
- 昭和36年梅雨前線豪雨（1961年）

伊那谷と呼ばれる長野県南信地方を中心に被害が発生。
- 足和田土石流災害（1966年9月）

台風による大雨で発生した土石流が山梨県足和田村（現在の富士河口湖町）西湖の北西にあった根場集落を襲い、集落内の家屋のほとんどが倒壊し死者90人以上を出す災害となった。再び土石流被害が出ることが予想されたため集団移転が行われた。被災現場付近では砂防施設の整備などを行ったうえで、当時の根場集落を再現した野外博物館「西湖いやしの里根場」として2006年に開園した。
- 昭和42年7月豪雨（1967年）

神戸市および広島県呉市を中心に土石流が発生した。神戸市は30年前の阪神大水害の時に建設された砂防施設によって被害を軽減できた部分もあるという。
- 飛騨川バス転落事故（1968年8月）

豪雨が降り続く深夜に国道で立ち往生した観光バスの車列に土石流が直撃し、バス2台が増水した河川に転落。100人以上が死亡する大惨事となった。国道における雨量規制による通行止めなどのソフト対策の見直しが行われるきっかけになった。
- 昭和47年7月豪雨（1972年7月）

宮崎県の国鉄肥薩線真幸駅付近で大規模な土石流が発生。周辺の住民は集団移転した。真幸駅ホームにはこの災害で流下してきた巨大な転石が展示されている。
- 岩木町の土石流災害（1975年8月）

青森県岩木町百沢（今の弘前市）の岩木山神社脇にある渓流で深夜3時過ぎに土石流が発生し住民20人余りが死亡 し、青森県の土石流災害では死者が最も多くなった。被災した集落の上は元々国有林の保安林であったが、伐採され1964年にスキー場が作られ、渓流はスキー場内を通過するようになった。さらに災害発生当時は山麓の農道アップルロード建設で発生した残土がスキー場内に置かれていた。土石流の直接の原因は岩木山頂上付近での崩壊であったが、この残土やスキー場内の地表水が土石流に混入し威力を増大させた。また、現場の渓流には砂防ダムが設置されていたが近隣渓流のものと比べて配置に問題があり、土石流の威力を十分に減衰できなかったのではという指摘がある。住民は残土の放置やスキー場の開設が被害を増大させたとして、国の責任を問い裁判を起こしたが敗訴している。当時、洪水警報は大雨警報とずれて発表されていたが、今回の被災渓流のような中小の渓流では大雨と洪水の時間差が小さいとの指摘により2つの警報を同時発報するように変更された。岩木山周辺では当時も砂防施設が整備されていたがこの災害を機に加速した。2013年には別の渓流で土石流が発生しているが砂防ダムが土石を受け止め下流で被害は出なかった。
- 栃尾温泉の土石流被害（1979年8月）

岐阜県上宝村（今の高山市）で土石流が温泉街を襲った。既設の砂防ダムが破壊され、多くの家屋が土石に埋まるような被害を受けたものの、死者は街を出歩いていた観光客3人のみであった。土石が堆積する際に扇状に広がったことで物的被害を大きくしたことから、災害後は大規模な流路工を整備し土石の流れをコントロールするように補強された、
- 長崎大水害（1982年7月）

1時間に180mm以上となる日本における1時間雨量の最大記録にもなった猛烈な豪雨が長崎市周辺で降ったことで各地で土砂災害が多発し200人以上が死亡した。長崎市周辺はこの豪雨の前にもかなりの降雨量があり地盤は相当緩んでいたが、目立った災害が起きなかったために住民たちの危機意識が低下していたことが被害拡大の一因と考えられた。この災害を機に気象庁は記録的短時間大雨情報を設定し、注意を促すようになった。
- 雲仙岳の噴火災害（1991年以降）

長崎県の雲仙岳では1991年6月に40人余りの死者を出した火砕流が有名であるが、堆積した火山灰が雨で流出する土石流被害も頻発した。火砕流犠牲者の中には火砕流と土石流を混同し、高台ならば火砕流の被害は無いだろうと誤解していた人もいたという。雲仙岳では1990年代後半には噴火は沈静化したが、砂防工事が継続されている。
- 平成5年8月豪雨（1993年8月）

鹿児島市を中心に土石流被害が発生した。姶良カルデラの縁にあるJR日豊本線竜ヶ水駅ではカルデラの外輪山となる駅裏手の斜面からの土石流で停車中の列車が埋没した。この際、土石流発生の危険があると判断した乗務員が被災前に乗客を避難誘導したために人的被害はほとんどなかった一方、付近の病院に土石流が直撃した現場では15人が死亡する被害が出た。
- 7.11水害（1995年7月）

北アルプス北部にあたる長野県、富山県、新潟県などで集中豪雨が発生し各地で土石流が発生し、国道148号国界橋が流出するなどした。
- 蒲原沢土石流災害（1996年12月）

長野県北部の小谷村にある姫川水系蒲原沢において、前年7月に発生した7.11水害による土石流被害からの復興工事中に再度土石流が発生。砂防ダム建設にあたっていた作業員などが巻き込まれて死傷した。日本では夏場に多い土石流災害としては珍しい冬季の融雪が関係する災害であり、土石流発生を予見できたかどうかなどが裁判で争われた。
- 6.29豪雨災害（1999年6月）

広島市の山間部の新興住宅地で土石流が発生し20人以上が死亡した。雨の降り方は比較的短時間の豪雨だったとされている。崩れやすく土石流になりやすい真砂土、山間部の新興住宅地における住民の防災意識などが問題となった。この災害をきっかけにソフト対策の要となる土砂災害防止法が作られている。
- 水俣市土石流災害（2003年7月）

水俣市で大規模な土石流が発生し19人が死亡した。
- 平成21年7月中国・九州北部豪雨（2009年7月）

山口県を中心に土石流被害が発生し、そのうち一か所で老人ホームに土石が流れ込み入所者7人が死亡する事態となった。老人ホームや病院の立地は災害発生時にたびたび問題となっており、1985年の長野県地附山の地すべり災害、93年の鹿児島県の土石流、2016年の岩手県岩泉町や2020年の熊本県球磨川の洪水でも犠牲者が発生している。
- 平成25年台風第26号（2013年）

伊豆大島で大規模な土石流が発生し30人以上が死亡した。
- 平成26年8月豪雨による広島市の土砂災害（2014年）

99年の災害と同じく広島市の山間の新興住宅地を中心に多数の渓流で土石流が発生し70人以上が死亡する大災害となった。線状降水帯による長雨、土石流になりやすい真砂土、急傾斜地の住宅地利用といったものが指摘されている。この年は7月にも平成26年台風第8号により長野県木曽谷で土石流が発生、こちらは人的被害は死者1人であったものの中央本線の橋梁流出や護岸設備が大きく損傷した。
- 熊本地震（2016年4月）

地震による斜面崩壊及び降雨などにより阿蘇山山麓の山王谷川で土石流が発生。砂防ダムの袖部が欠損流出や、ダム下流でも土砂に理没する家屋などが出た。
- 平成28年台風第10号（2016年8月）

珍しい進路を取り観測史上初日本上陸地が岩手県となった。土石流被害は岩手県と北海道を中心に発生。この災害を機に市町村長が発表する「避難勧告」が分かりづらいとして「避難指示」としてより強制力のあるような印象を与える名前に変更された。
- 平成29年7月九州北部豪雨（2017年7月）

洪水被害が有名な災害であるが、福岡県と大分県を中心に土石流被害が発生している。流木の多さが特徴であり、砂防や治水政策における流木対策が注目された。
- 平成30年7月豪雨（2018年7月）

広島県坂町小屋浦において石積み造りの築70年近い砂防ダムが基礎を残して決壊。ダムが貯めこんでいた大量の土砂を含む土石流が流下し下流域で死傷者が出た。また、広島市でも平成26年災害を受けて建設され、完成後間もない砂防ダムに土石流が直撃し、破壊力を減衰したものの一部がダムを超えて流下したことで死傷者を出している。いずれも砂防ダムの完成によって安心し避難しなかった人がいると見られる事例である。
- 熱海市伊豆山土石流災害（2021年7月）

静岡県熱海市の渓流の起点部にあった大量の盛土が大雨で崩壊し、土石流となって流下。渓流途中には砂防ダムがあったが、設計貯砂能力を大幅に上回ったため、ダムを乗り越え土石が住宅地まで達したことで20人以上が死亡した。施工業者は事前に県と協議した林地開発許可制度で許可された以上の盛土量、かつ排水設備や砂防施設（伐採・開発により低下した森林機能の代替として設置を求められる）についても許可内容と異なり未整備の状態であったと見られている。また、中程度の降雨が長期間続く降り方であり、熱海市長が発表する避難指示の発令の遅れも問題となった。行政による開発許可を出した案件が土石流被害を拡大させた事例には1975年の青森県岩木山における土石流災害がある。